# Vera Nikolaevna Figner
Vera Nikolaevna Figner (in russo Вера Николаевна Фигнер?; Christoforovka, 7 luglio 1852 – Mosca, 15 giugno 1942) è stata una rivoluzionaria russa.
Esponente di primo piano del movimento populista russo, fece parte delle organizzazioni Zemlja i Volja e Narodnaja volja, della quale, dopo l'attentato allo zar Alessandro II, rimase l'unica dirigente. Per la sua bellezza fu chiamata «la Venere della Rivoluzione».

## Biografia

### Origini familiari e infanzia

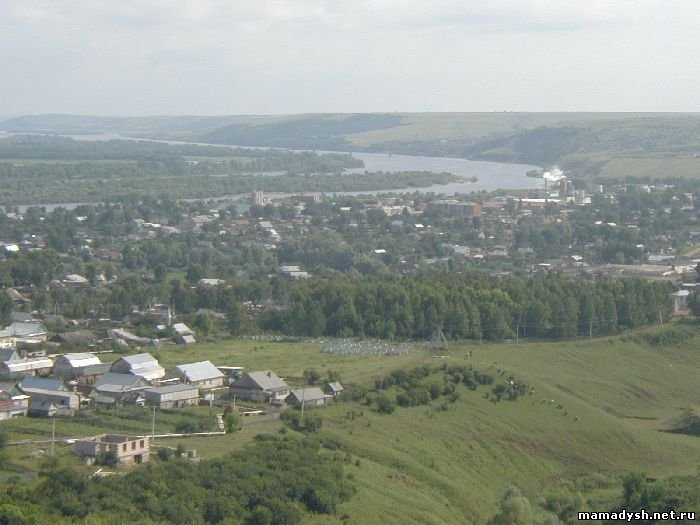
Panorama della provincia di Mamadyš

Vera Figner nacque in un'agiata famiglia della nobiltà russa. La madre, Ekaterina Christoforovna Kuprijanova (1832-1903), fu educata in casa, com'era costume del tempo. Il nonno materno era stato giudice distrettuale di Tetjuši e aveva dilapidato una grande fortuna: oltre 6.000 ettari di terreno in provincia di Ufa furono lasciati alla sua morte coperti di debiti, così che gli eredi preferirono rifiutare l'eredità.
Il nonno paterno, Aleksandr Figner, nativo della Livonia, nel 1828 aveva raggiunto il grado di tenente colonnello e apparteneva alla nobiltà della provincia di Kazan'. Il padre, Nikolaj Figner (1817-1870), fu istruito nel Corpo forestale e dopo la laurea prestò servizio come ufficiale forestale dapprima nel distretto di Mamadyš e poi in quello di Tetjuši. Dopo la liberazione dei servi divenne giudice di pace.
Vera fu la prima di sei figli: nacquero poi Lidija (1853-1920), che la seguì nella sua avventura politica, Pëtr (1855-1916), ingegnere minerario che, già giovane rivoluzionario, divenne un affermato dirigente d'industria, Nikolaj (1857-1918), un famoso tenore, Evgenija (1858-1931), rivoluzionaria di Narodnaja Volja, e Ol'ga (1862-1919), un'altra rivoluzionaria populista.
Nei primi sei anni della sua vita, Vera visse in una casa completamente isolata da ogni altra abitazione, a 40 chilometri da Mamadyš e ai margini di un vastissimo bosco di cento ettari, con la madre, quattro servitori e l'anziana nutrice Natal'ja. Il padre, spesso assente per lavoro, aveva un carattere duro e oppressivo, usava facilmente con i figli maschi le punizioni corporali, la madre era buona e gentile ma sottomessa al marito e poco espansiva, e « in questa atmosfera mortale di caserma e d'insensibilità, l'unico punto luminoso, di gioia e di consolazione » fu l'affetto della njanja, la vecchia nutrice.

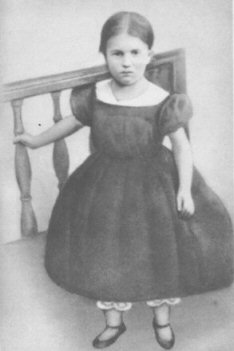
Vera a cinque anni

La famiglia si trasferì poi nel villaggio di Christoforovka, dove si trovavano venti fattorie di proprietà della madre e di Pëtr Kuprijanov, zio di Vera, nelle quali lavoravano numerosi contadini: verso di essi i genitori mantennero sempre un rapporto corretto. Qui vissero quattro anni e in questo periodo fu emesso il decreto di liberazione dei servi. Vera era troppo giovane per poter registrare tutte le reazioni provocate nel villaggio da quel manifesto: ricorda tuttavia di aver sentito il padre - tra l'altro, un ammiratore di Garibaldi - parlare dei « facinorosi » che dicevano che quella non era vera libertà, e che la libertà sarebbe venuta quando tutta la terra sarebbe passata gratuitamente dai proprietari ai contadini.
Essendo una bella bambina con un carattere allegro, Vera veniva spesso vezzeggiata dagli amici di famiglia. Scherzando, le prospettavano l'idea di essere istruita a Pietroburgo, nel prestigioso Istituto Smol'nyj riservato alle ragazze dell'alta società. Avrebbe potuto essere presentata all'imperatore, « e forse di tutte le ragazze, lo zar sceglierà me, me ! » - diceva - « io sarò una zarina ! ». Ricorderà quest'episodio trent'anni dopo, quando i suoi compagni detenuti nella fortezza di Šlissel'burg, essendo lei e Ljudmila Volkenštejn le uniche donne carcerate, le chiamavano « regine ».
Vera e la sorella Lidija ebbero nella giovane Nadežda Dmitrievna un'istitutrice privata che insegnava loro francese e danza classica. Il suo metodo punitivo - il classico cappello d'asino posto sulla testa dell'allieva poco diligente - non la rese simpatica nemmeno alla nutrice, che si lamentò con i genitori e dopo un anno fu sostituita da una gentile ragazza moscovita, Vera Malinina, che preparò Vera al suo prossimo ingresso nell'Istituto Rodionov di Kazan' dove, dal villaggio di Nikiforovo, nuova residenza dei Figner, Vera entrò nel 1863.

### Studi e formazione

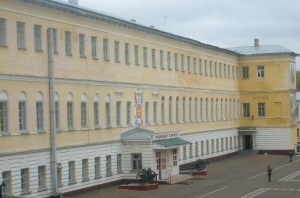
L'Istituto Rodionov di Kazan'

I sei anni trascorsi nell'Istituto svilupparono in Vera Figner il riconoscimento del valore del cameratismo su un piano di eguaglianza reciproca, il senso della disciplina e l'abitudine al lavoro intellettuale. Tuttavia, quella scuola le diede molto poco in termini di conoscenza scientifica e di crescita spirituale, e fu persino dannosa per l'isolamento innaturale in cui le collegiali si trovarono a vivere per anni.
Modesto era il valore degli insegnanti, ad eccezione di Porfir'ev, professore di letteratura russa e straniera, ma il suo corso trascurava gli autori moderni. Il corso di storia del professor Znamenskij si basava sul manuale di Ilovajskij, molto diffuso nelle scuole russe e concepito secondo una visione sciovinistica della storia russa. Non venivano adottati altri libri di testo, l'apprendimento era soltanto orale e basato sugli appunti presi dagli studenti durante le lezioni, nell'Istituto non esistevano laboratori e alle materie scientifiche erano dedicate poche ore.
Il corso di calligrafia durava quattro anni e sette quello di disegno, nel quale l'insegnante fu sempre incapace d'ispirare qualunque piacere al lavoro. Nessun esercizio fisico, tranne l'ora settimanale di danza, e nessun incoraggiamento alla lettura: i libri della biblioteca dell'istituto rimasero sempre custoditi rigorosamente sotto chiave.

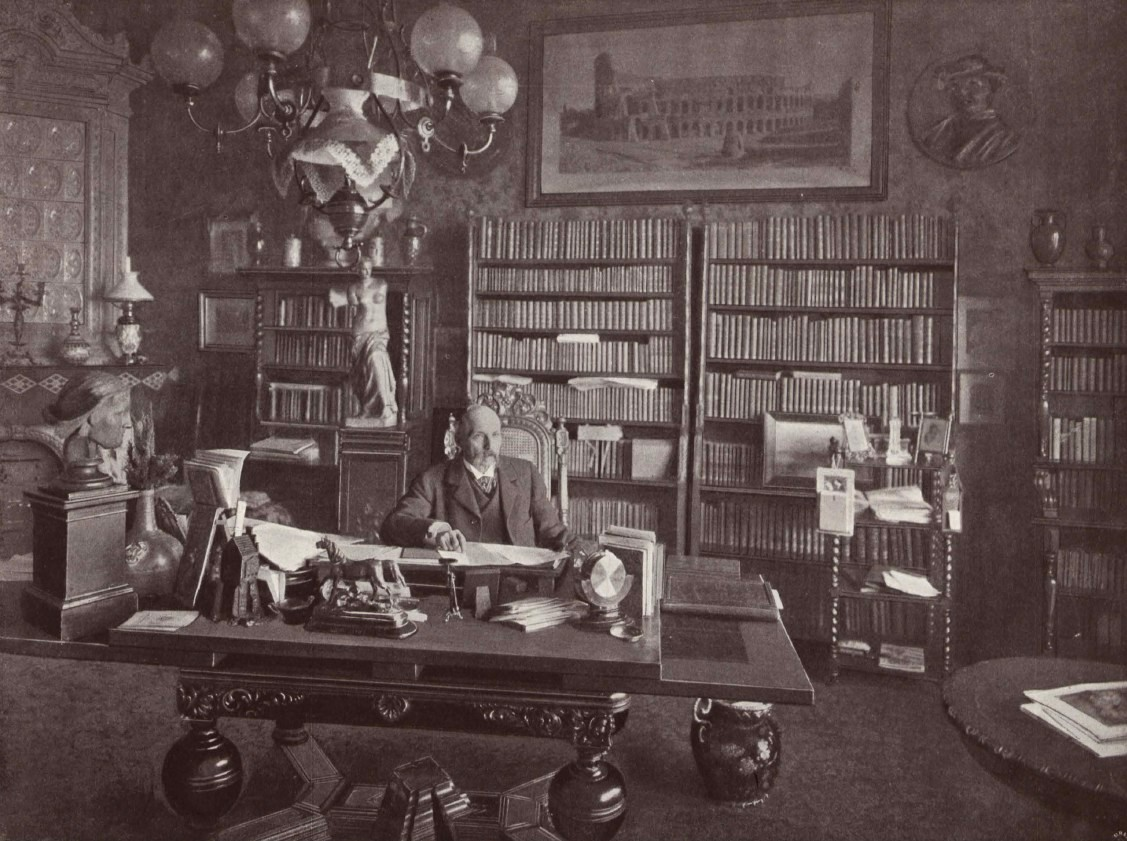
Friedrich Spielhagen ritratto nel suo studio nel 1898

Lo zio Kuprijanov le fece però prestare dall'Istituto due numeri di una rivista che pubblicava romanzi di Friedrich Spielhagen. Il romanzo In Reih' und Glied, tradotto in russo Un uomo solo in campo non è un soldato, le fece un'impressione durevole, come fece, del resto, a tanti giovani radicali di quel tempo. I due protagonisti Sylvia e Leo hanno aspirazioni nobili, ma vivono in un meschino ambiente borghese cercandovi invano un sostegno: « nessun romanzo aprì tanto il mio orizzonte come fece questo; ritrasse due campi nettamente contrapposti. In uno, vi erano alti ideali, conflitti e sofferenza; nell'altro, sazio autocompiacimento, vuoto spirituale e orpelli dorati ».
Vera Figner racconta anche della poesia Saša di Nekrasov studiata negli anni di collegio. Il sofisticato Agarin, proveniente dalla capitale, conosce Saša, una semplice ragazza di paese e contribuisce a crearle una nuova coscienza, raccontandole dei problemi sociali e della necessità di elevare la condizione delle classi popolari. Si rivedono anni dopo e Saša, nel frattempo maturata intellettualmente e moralmente, comprende il vero volto di Agarin, uomo di belle parole ma incapace di qualunque azione. Quella poesia - scrive Vera - « mi ha insegnato a far sì che le mie parole coincidano con le mie azioni, a esigere tale coerenza da me stessa e dagli altri. E questo divenne il motto della mia vita ».
La sua migliore amica di scuola fu Ol'ga Sidorova, di due anni più grande, la migliore allieva dell'Istituto. Conosceva gli scritti di Pisarev, leggeva di nascosto il « Kolokol », la rivista liberale fondata da Herzen e si era permessa, con grande scandalo, di dire al pope di essere atea. La famiglia ostacolò il suo desiderio d'indipendenza e lei morì, forse suicida, a 19 anni, dopo l'annunciato matrimonio con uno dei fratelli Žemčužnikov.

#### A Nikiforovo

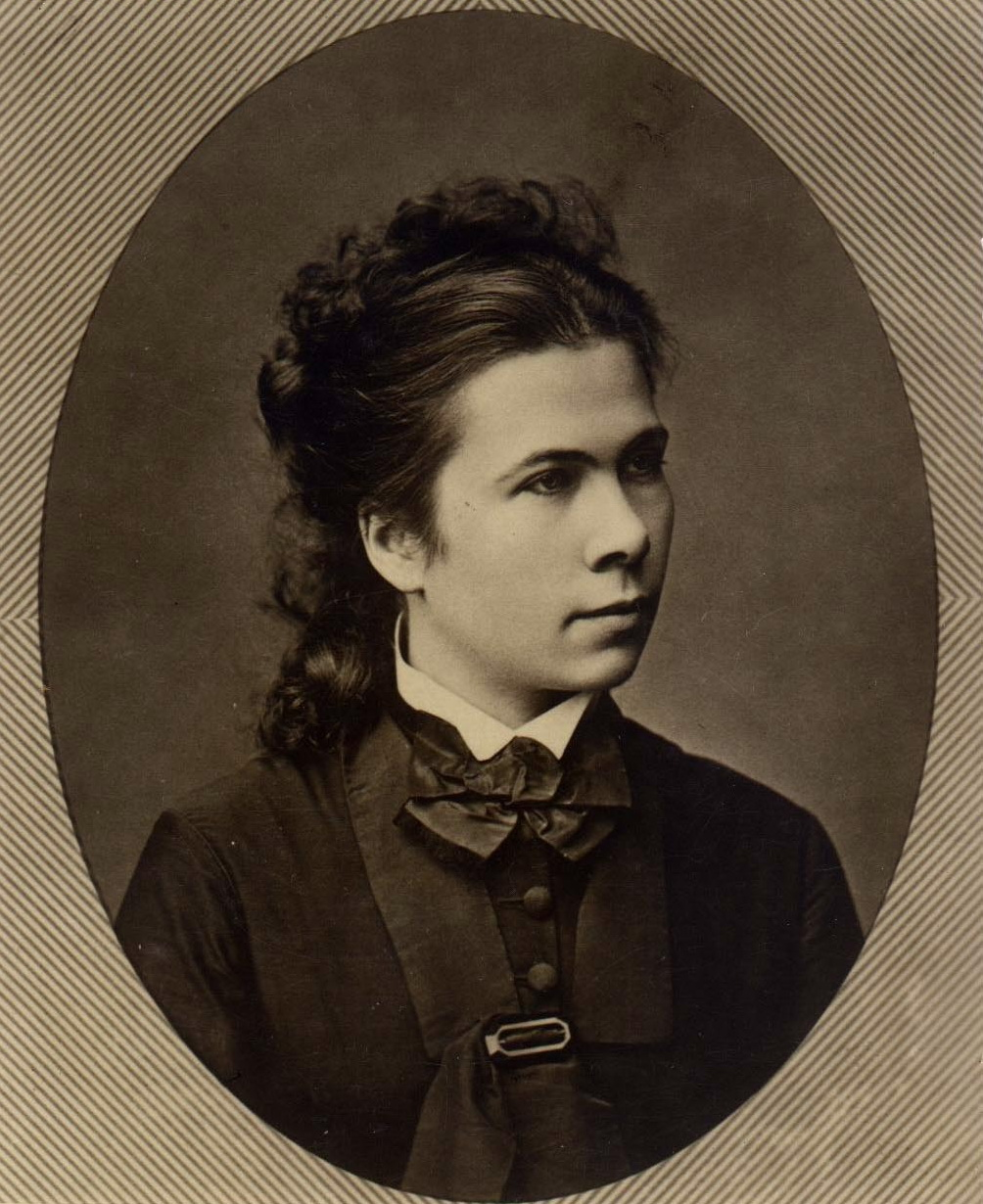
Nadežda Suslova

Terminato il ginnasio, nel 1869 Vera tornò a Nikiforovo « vivace, felice, allegra, apparentemente fragile ma sana nella mente e nel corpo », e però con una conoscenza della vita e delle persone puramente letteraria, che tale rimase ancora, data la mancanza di rapporti personali nel piccolo paese, che favoriva in compenso seri pensieri su di sé e sul mondo. Ricordava le parole della sua insegnante Černusova: « Non pensate che uscendo dall'Istituto la vostra formazione sia finita. Per tutta la vita, fino alla tomba, non finirete d'imparare ».
Gli zii e i Golovnja, una coppia di proprietari imparentati con i Figner, costituirono le sole relazioni intrattenute in questo periodo da Vera. Avevano idee liberali e democratiche, prive di pregiudizi religiosi, ma non socialiste, così che lei non sentì mai parlare in casa di Fourier, di Saint-Simon o di Lassalle. Sua madre, una persona che s'istruì da sé, le fece leggere la migliore rivista russa del tempo, gli « Otečestvennye Zapiski » (Annali patrii) e il « Sovremennik » (Il contemporaneo) mentre nella biblioteca dello zio trovò il « Russkoe slovo » (La parola russa), lo « Slovo » (La parola) e il « Delo » (La causa).
Lesse con grande interesse i libri di Dixon, l'autore de La Svizzera e gli Svizzeri e L'America e gli Americani, e poi conobbe Darwin, Lyell, Lewes, Vogt, Pisarev e Černyševskij. La mente di Vera Figner - così scrive - era allora libera da qualsiasi tipo di idee politiche e sociali, un terreno vergine su cui crebbero, volontariamente o meno, i semi gettati dall'ambiente che la circondava.
Vera aveva letto sul « Delo » la notizia che per la prima volta nella storia una donna russa, Nadežda Suslova (1842-1918), nel 1867 si era laureata in medicina all'Università di Zurigo. In Russia, come in molti altri paesi, era vietato alla donne frequentare un regolare corso universitario e laurearsi, seppure, in qualche Università, fosse loro permesso di assistere alle lezioni. Quello fu lo spunto che spinse Vera Figner a diventare medico. Non vi era ancora in lei l'idea di compiere « un dovere verso il popolo » - quest'impulso verrà in seguito - ma il desiderio di fare, « un eccesso di vitalità, un senso gioioso di libertà » dopo gli anni passati tra le quattro mura del collegio.

#### Il matrimonio

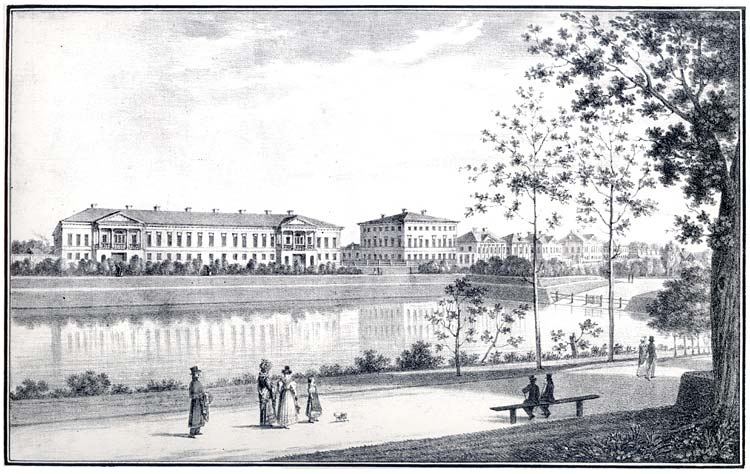
Il Lago nero a Kazan' nell'Ottocento

Chiese al padre il permesso di stabilirsi all'estero, ma le fu negato. I genitori vedevano ogni sorta di pericoli alla sola idea che la figlia vivesse da sola e lontano da casa, ma il padre le disse anche che qualunque cosa lei avesse deciso di fare, ci sarebbe sicuramente riuscita. Si sentì gratificata e volle essere consigliata in proposito, ma suo padre - « con fastidio, voltando la testa dall'altra parte » - si rifiutò. Vera comprese in quel momento che ciascuno deve prendere da solo le più gravi decisioni che riguardano la propria vita.
Vera era ormai in età di marito, ed era necessario che fosse conosciuta nelle migliori famiglie della provincia. I genitori la portarono a Kazan' su invito di un amico, Viktor Filippov, nel cui palazzo, uno dei più prestigiosi della città, prospiciente il Lago nero, ella fece il suo debutto in società. Elegantemente abbigliata, ballò tutta la sera, invitata da numerosi giovani. Tra questi, il più costante fu il figlio maggiore del padrone di casa, Aleksej, un giovane magistrato. Poco tempo dopo, egli si trasferì da Kazan' a Tetjuši e divenne un assiduo ospite di casa Figner. Meno di un anno dopo essersi conosciuti, il 30 ottobre 1870 Vera e Aleksej Filippov si sposarono nella chiesa di Nikiforovo.
Poche settimane dopo, Nikolaj Figner morì. Sua madre e le sorelle Evgenija e Ol'ga si trasferirono a Kazan', dove i fratelli Pëtr e Nikolaj frequentavano il ginnasio e la sorella Lidija si era appena diplomata all'Istituto Rodionov. Successivamente i Figner si stabilirono a Pietroburgo, mentre Vera e Aleksej rimasero a Nikiforovo. Decisa a studiare medicina all'Università di Zurigo, convinse il marito a lasciare la magistratura e a trasferirsi con lei in Svizzera. In attesa di mettere insieme il denaro necessario per un così lungo soggiorno all'estero, Vera studiò tedesco e matematica e, raccomandata dallo zio Pëtr Kuprijanov, si fece ammettere con la sorella Lidija all'Università di Kazan', per assistere alle lezioni del professore di anatomia Pëtr Lesgaft (1837-1909).
Per alcuni mesi furono presenti - uniche ragazze, sedute nel fondo della grande aula ad anfiteatro - alle lezioni di anatomia di Lesgaft, uomo di grande disponibilità e capacità comunicativa. Frequentarono anche i laboratori di chimica, videro lo sviluppo degli embrioni animali e nella sala anatomica assistettero alla dissezione dei cadaveri. Poi, improvvisamente, nell'ottobre del 1871, un decreto imperiale giunto da Pietroburgo rimosse il professor Lesgaft dall'insegnamento e lo espulse da Kazan', per presunti « effetti nocivi » da lui esercitati sui giovani universitari.
Le due ragazze andarono a trovarlo a casa per offrirgli la loro solidarietà - Vera lo incontrerà ancora nel 1907, in circostanze molto diverse - poi, non essendoci più motivo di rimanere a Kazan', tornarono a Nikiforovo. Nella primavera del 1872 Lidija, Vera e il marito Aleksej partirono per Zurigo.

### In Svizzera

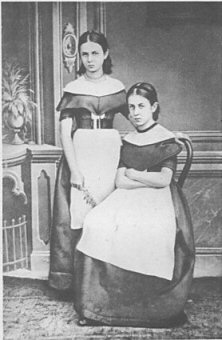
Lidija e Vera Figner

Per quasi tutto l'anno Vera Figner fu assorbita unicamente dallo studio, mentre la sorella Lidija, attraverso la compagna di corso Varvara Aleksandrova, conobbe un gruppo di studentesse radicali - Sof'ja Bardina, le sorelle Ol'ga e Vera Ljubatovič e altre - e andò ad abitare con loro. Queste giovani costituirono il gruppo delle « Fričej » - dal nome della padrona della casa nella quale abitavano, la signora Fritschi - al quale più tardi si aggiunse anche Vera. Successivamente, verso la fine del 1872, cominciarono a frequentare il circolo della Biblioteca russa, dove si discuteva dei problemi sociali e politici russi e ai soci si metteva a disposizione una ricca collezione di libri.
Vera frequentò anche lo « Ženskij Ferejn », una società femminile fondata da Rozalija Idel'son, che però si dissolse nel giro di un mese. Nel circolo delle « Fričej », formato da dodici donne, si studiava lo sviluppo delle idee socialiste da Tommaso Moro ai più moderni utopisti, l'economia politica, i movimenti sindacali e rivoluzionari, fino alle più recenti novità rappresentate dall'Internazionale socialista e della Comune di Parigi.
Nell'estate del 1873 il governo russo emise un decreto con il quale ordinò alle studentesse russe di lasciare l'Università di Zurigo, pena il disconoscimento della laurea lì ottenuta. Il motivo reale consisteva nel sottrarle all'influenza delle « idee sovversive », mentre il pretesto avanzato era che esse « indulgevano ai piaceri del libero amore ». Il decreto produsse il ritorno a casa di una parte delle studentesse, altre ignorarono l'ingiunzione, altre ancora si limitarono a cambiare Università, trasferendosi a Parigi, a Ginevra o a Berna.
In questo fervore di iniziative, di discussioni e di molteplici conoscenze, nelle quali scoprì la propria passione per la politica, Vera comprese di non avere nulla in comune con il marito. Aleksej Filippov aveva idee conservatrici, e la loro separazione fu inevitabile. Nel 1874 egli fece ritorno in Russia, divorziò nel 1876 e riprese la carriera di magistrato. Nel 1880 divenne sostituto procuratore a Kazan' e presidente di tribunale a Samara nel 1900.

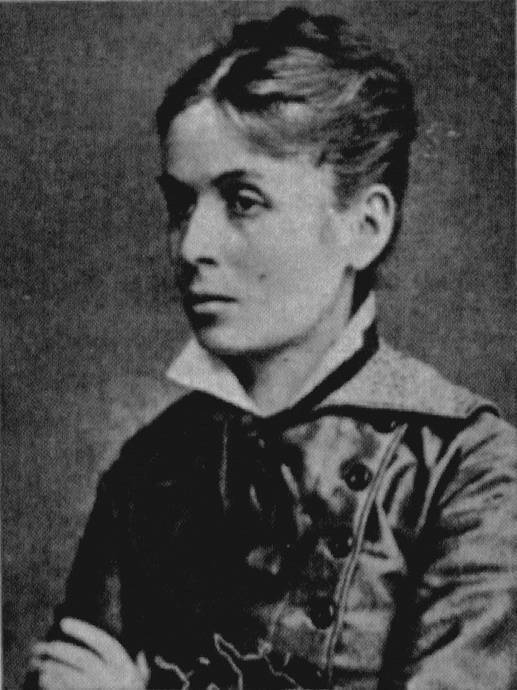
Lidija Figner

Durante le vacanze, passate insieme a Lutry, sulle rive del lago di Neuchâtel, Lidija le rivelò di aver organizzato con le sue compagne un gruppo clandestino rivoluzionario che intendeva operare in Russia. Il loro programma socialista sarebbe stato diffuso tra i lavoratori con i quali avrebbero vissuto e lavorato per educarli alla rivolta contro il regime zarista. Vera aderì, ma diversamente da loro che, dopo aver stabilito a Parigi dei contatti con altri gruppi rivoluzionari, fecero ritorno in Russia, decise di continuare gli studi nell'Università di Berna, nella speranza di poter un giorno lavorare tra il popolo come medico chirurgo.
Tra l'estate e l'autunno del 1875 quell'organizzazione fu in gran parte smantellata dalla polizia russa. Sof'ja Bardina, Ol'ga Ljubatovič e altri furono poi condannate nel processo dei 50 a diversi anni di carcere, mentre le sorelle Subbotina, Varvara Aleksandrova, Vera Ljubatovič e Lidija Figner furono esiliate in Siberia. Era necessario riorganizzare il gruppo per poter proseguire il lavoro e Mark Natanson richiese la presenza a Mosca di Vera Figner e di Dora Aptekman.
Fu un momento di seria indecisione. Vera stava per preparare la tesi di laurea e mancavano solo cinque o sei mesi alla fine degli studi. Da una parte stavano l'orgoglio e le ambizioni personali, insieme con le aspettative dei parenti; dall'altra, i suoi amici in prigione per una causa alla quale si erano dedicati disinteressatamente. Pensò di avere già le conoscenze necessarie a un medico e che in quel momento si aveva bisogno di lei: «decisi di andare, affinché le mie azioni non contraddicessero le mie parole. La mia decisione fu deliberata e ferma, senza che poi dovessi mai pentirmi». Lasciò la Svizzera nel dicembre del 1875, «conservando per sempre il ricordo luminoso degli anni che mi diedero conoscenze scientifiche, amici e un obiettivo talmente alto da far apparire insignificante qualunque sacrificio».

### Nel movimento rivoluzionario

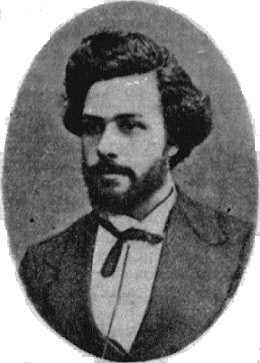
Anton Taksis

Arrivò a Pietroburgo proprio quando la madre, provata dall'arresto di Lidija, si preparava a partire per la Svizzera con le figlie Evgenija e Ol'ga per un periodo di cure. Anche per le due sorelle il soggiorno in Europa avrà un peso importante per le loro scelte di vita. Stabilitasi a Mosca, Vera si rese conto della difficoltà di riorganizzare un gruppo che aveva perso tutti i migliori compagni. Tutto il movimento rivoluzionario russo era in grave difficoltà: ottocento persone erano sotto processo, e si susseguivano nuovi arresti e perquisizioni. Un nuovo circolo costituito da Natanson era stato annientato, un altro a Nižnij Novgorod facente capo a Kvjatkovskij era stato costretto a sciogliersi. In queste condizioni sembrava che tutto il lavoro, basato su un programma di propaganda, fosse fallito: « personalmente, ero in uno tale stato d'animo da desiderare di morire ».
Anton Taksis, un seguace di Lavrov, la sostenne e le ispirò alcuni principi che Vera tenne fermi. Il movimento rivoluzionario non era fallito, il lavoro di propaganda necessariamente produceva i suoi frutti solo molto lentamente e le difficoltà attuali erano inevitabili ma transitorie. L'importante era non scoraggiarsi e persistere. Le suggerì poi di lasciare Mosca e di stabilirsi in provincia, per vedere da sé « che razza di sfinge fosse il popolo russo ».
Nella primavera del 1876 Vera Figner andò a Jaroslavl'. Senza riferire dei suoi trascorsi universitari, vi frequentò l'ospedale e sei settimane dopo sostenne l'esame di assistente medico. Ottenne facilmente il diploma - l'esaminatore le disse che rispondeva alle domande « come uno studente uomo » e che conosceva il latino meglio di lui. Da Jaroslavl' andò a Kazan' per definire le pratiche di divorzio che ottenne qualche mese dopo. Tornata a Pietroburgo, superò l'esame presso l'Accademia Medico-chirurgica per conseguire il diploma di ostetrica. Era il novembre del 1876: « a ventiquattro anni la mia vita era legata esclusivamente ai destini del movimento rivoluzionario russo ».

### In Zemlja i Volja

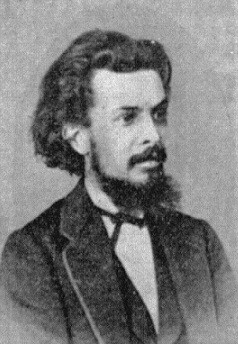
Vasilij Troščanskij

Nell'autunno del 1876 fu fondata a Pietroburgo l'organizzazione rivoluzionaria Zemlja i Volja, riprendendo il nome di una precedente società che, attiva negli anni Sessanta, si era battuta contro l'autocrazia. I promotori erano attivisti di alcuni circoli Čjakovskij, in primo luogo Natanson e sua moglie Ol'ga Šlejsner, Aleksej Obolešev, Adrian e Aleksandr Michajlov, Vasilij Troščanskij, Plechanov e molti altri: essi ritenevano che tutti gli affiliati dovessero essere uniti da legami di familiarità e amicizia personale. Un altro gruppo, comprendente Bogdanovič, Ivančin-Pisarev, Enkuvatov, Marija Lešern, Griboedov, Marija Subbotina, Nikolaj Drago, Aleksandra Kornilova, la stessa Vera Figner, la sorella Evgenija e altri ancora, indicavano la necessità di allargare i rapporti tra gli elementi dell'esercito, dell'amministrazione pubblica, dell'intelligencija.
Il gruppo di Vera Figner non faceva formalmente parte di Zemlja i Volja e perciò fu detto dei « separatisti », ma il programma delle due associazioni era condiviso e le iniziative intraprese del tutto simili e spesso condotte in comune. La terra doveva appartenere alla comunità che la lavorava e non a chi ne godeva soltanto i frutti. Bisognava poi confutare la falsa opinione, molto diffusa tra i contadini, che lo zar fosse il protettore del popolo, promuovendo petizioni e appelli all'imperatore nei quali si sarebbero denunciati i soprusi delle autorità locali. Il silenzio della massima autorità della Russia o, peggio, il destino di questi denuncianti che finivano spesso in carcere o deportati, avrebbe dimostrato l'infondatezza di tale pregiudizio.

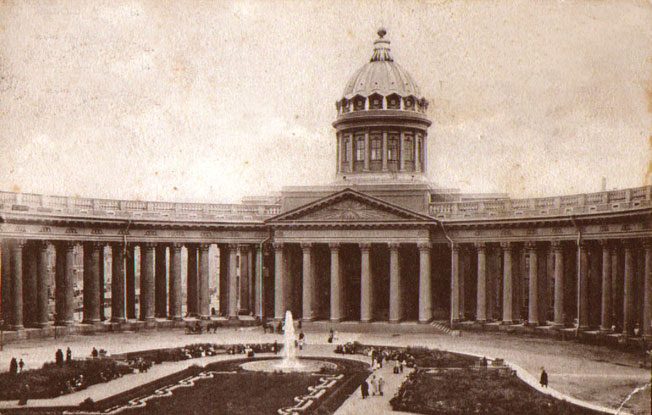
La cattedrale di Kazan' a Pietroburgo

Occorreva che i rivoluzionari vivessero a contatto della gente, condividendone i bisogni, sostenendo le idee di giustizia e tutelandone gli interessi con l'avviare azioni legali contro i proprietari terrieri nobili e i kulaki, denunciando la corruzione e il parassitismo delle amministrazioni locali, difendendo la dignità dei contadini contro ogni sopruso, sviluppandone lo spirito di autostima, il senso del diritto e infine della lotta, fino a fare di ogni oppresso un rivoluzionario..
Il 18 dicembre 1876 ci fu a Pietroburgo, nella piazza antistante la cattedrale di Kazan', la manifestazione nella quale, dopo un discorso tenuto da Plechanov, il giovane operaio Jakov Potapov alzò sopra la folla una bandiera rossa con la scritta Zemlja i Volja. L'intervento della polizia disperse i dimostranti, trentacinque dei quali furono arrestati. Vera, Evgenija Figner e Potapov si trovarono insieme a fuggire lungo la Prospettiva Nevskij: percorrevano la via Bolšaja Sadovaja, quando due spie piombarono su Potapov, immobilizzandolo dopo una colluttazione. Le due sorelle approfittarono del trambusto per scomparire..

#### Nei villaggi contadini

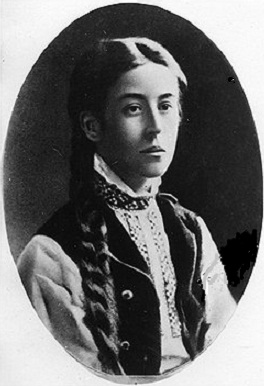
Vera Figner nel 1877

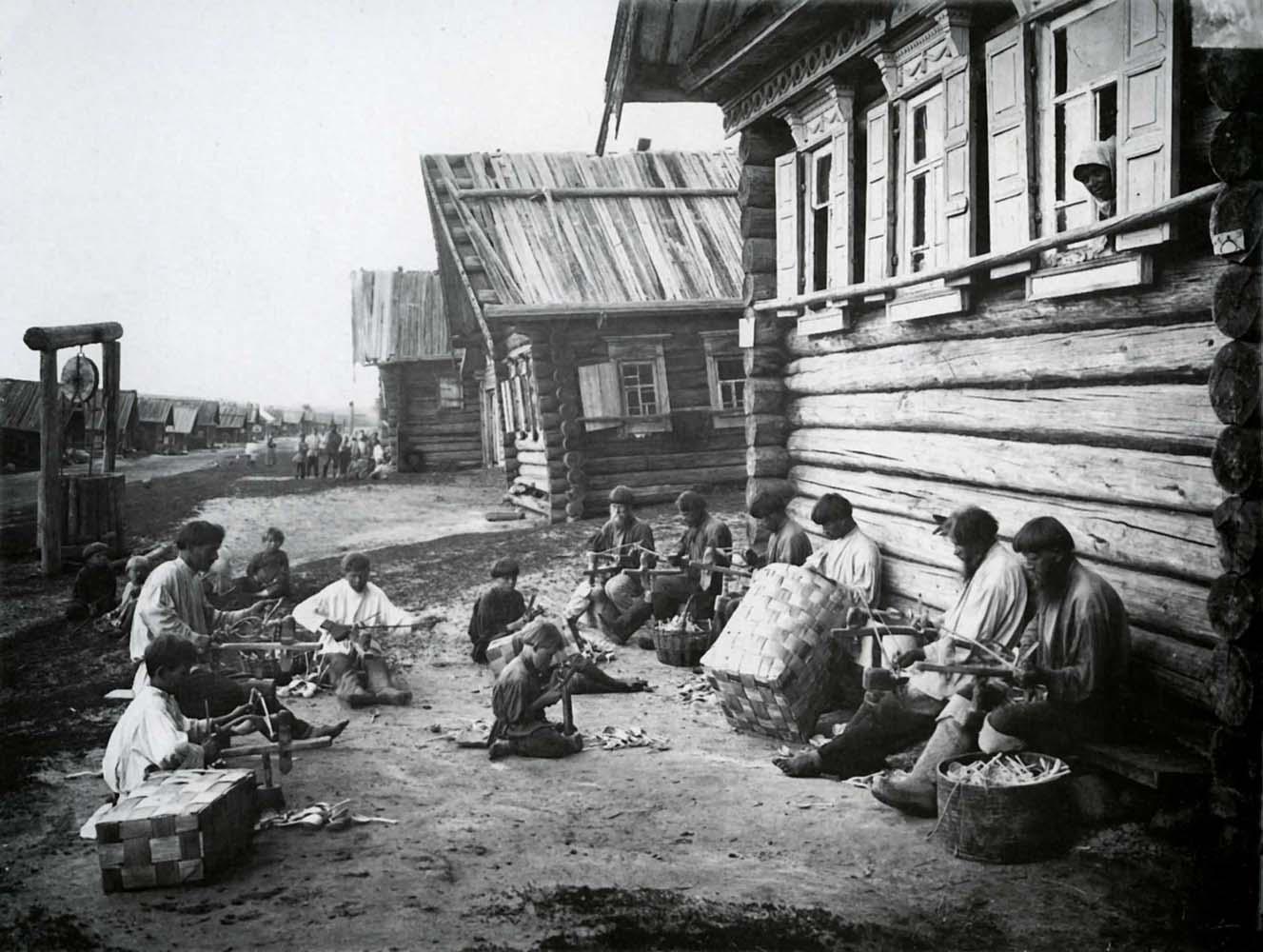
Un villaggio russo alla fine dell'Ottocento

Dopo la manifestazione, una parte degli zemlevol'cy rimase a Pietroburgo, un'altra parte si trasferì nelle province di Saratov e Astrachan', mentre il gruppo dei separatisti scelse come luogo di attività la provincia di Samara dove, nell'estate del 1877, giunse anche Vera Figner. Nikolaj Popov, giovane medico del villaggio di Ekaterinovka, un populista, la inserì quale assistente medico nel grande villaggio di Studencov. Nella sua giurisdizione era compresa una dozzina di villaggi circostanti: « per la prima volta nella mia vita mi trovavo faccia a faccia con la vita della campagna, sola in mezzo al popolo, lontano dalla famiglia, dagli amici e dai conoscenti, lontano dalle persone istruite. Lo confesso, mi sentivo sola, debole, impotente nel mare del mondo contadino. Inoltre, non sapevo come avvicinare la gente comune ».
Per diciotto giorni su trenta Vera si spostava da un villaggio all'altro, fermandosi nelle cosiddette « baracche di sosta », dove riceveva giornalmente trenta o quaranta pazienti di ogni età. La maggior parte di loro erano malati cronici; si trovavano reumatici già a 10 o 15 anni, quasi tutti avevano malattie della pelle provocate dalla sporcizia in cui vivevano, catarro dello stomaco e degli intestini, problemi respiratori, sifilide, ma quel che più la impressionava era la miseria generale della popolazione, che prima di allora aveva conosciuto soltanto sui libri.
Alla fine della giornata, spossata, Vera si gettava sul pagliericcio che fungeva da letto e si chiedeva come fosse possibile anche soltanto pensare di organizzare tra queste persone, che apparivano del tutto rassegnate alla loro condizione, una protesta o una rivolta. Aver visto dal vero lo stato della nazione fu una terribile esperienza: « la mia bocca non poté mai aprirsi alla propaganda », ma fu anche « una fortuna guardare dentro le loro anime ».
Il 30 dicembre 1877 fu arrestata a Samara la populista Vera Čepurnova e le furono trovate lettere compromettenti per Vera Figner e altri compagni. Fu avvertita per telegrafo e direttamente da Pietroburgo giunse, per portarla via da Studencov, Aleksandr Kvjatkovskij. Una settimana dopo arrivarono nel villaggio i gendarmi, ma era troppo tardi. Vera Figner, Kvjatkovskij e Aleksandr Solov'ëv erano andati nella provincia di Voronež, dove da Pietroburgo venne la notizia della sentenza nel processo dei 193, che aveva liberato un gran numero degli imputati. C'era la possibilità di reclutare tra questi amici nuovi elementi per il lavoro nelle campagne, e perciò Vera e Bogdanovič partirono per la capitale.

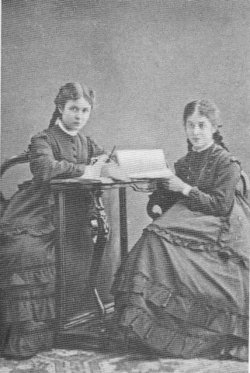
Vera ed Evgenija Figner

A quelle persone, rilasciate dopo anni di carcere preventivo, fu fatta gran festa. Per un giorno intero un centinaio di amici e conoscenti si ritrovarono insieme per congratularsi con loro. Vera, grazie alla comune amicizia con Ljubov' e Aleksandra Kornilova, conobbe molti di questi compagni: tra questi, per la prima volta vide Sof'ja Perovskaja. Coloro che non furono nuovamente arrestati e inviati in esilio a seguito del rifiuto dello zar di sottoscrivere la sentenza, entrarono in Zemlja i Volja. Da parte loro, Vera ed Evgenija Figner, che aveva superato a Saratov l'esame d'infermiera, si stabilirono nel distretto di Petrovsk, per continuare il lavoro di assistenza ai contadini di quei villaggi.
La presenza delle due giovani in quei luoghi sperduti fece sorgere dei sospetti di « nichilismo », ma le loro maniere, l'aspetto, e anche la conquistata amicizia del presidente del Consiglio di distretto, Michail Ermolaev, e di sua moglie, misero a tacere le voci, e le aprirono le porte delle case di molti notabili. Presto furono assediate dai pazienti, Vera venne soprannominata « la guaritrice » e la sua fama si sparse anche oltre il distretto. Non vi erano altri medici e le Figner ottenevano direttamente dal presidente Ermolaev le medicine necessarie. Nel solo primo mese visitarono 800 ammalati, e nel corso di 10 mesi 5.000 persone.
Non essendoci alcuna scuola nelle tre contee del distretto, dopo qualche tempo Vera e la sorella aprirono una scuola elementare nello stesso edificio dell'infermeria. Evgenija avrebbe insegnato gratuitamente e non sarebbero state necessarie spese in libri, quaderni o penne. Vennero 25 alunni, anche adulti, e provenienti da diversi villaggi. E così anche Evgenija ebbe un soprannome: « la maestrina dal cuore d'oro ». Nel tempo libero andavano nelle case dei contadini a leggere dei libri, generalmente Nekrasov, Lermontov, Saltykov-Ščedrin, Naumov, Levitov, articoli di riviste.
Dopo un poco, il pope di Viaz'mino cominciò a lamentarsi nel Consiglio che lo spirito religioso si era attenuato da quando erano arrivate le due giovani, e che la gente stava diventando sfrontata. Poi s'informò se Evgenija insegnava anche a pregare e mise in giro la voce che la maestra insegnava che Dio non esisteva e che dello zar il popolo non aveva bisogno, infine che le Figner davano ospitalità ai latitanti. Un proprietario del luogo, il principe Čegodaev rincarò la dose, sostenendo che esse andavano in giro leggendo proclami rivoluzionari, dicendo che non c'era giustizia e che tutti i funzionari erano corrotti. Anche il conflitto tra contadini e i proprietari, che in quindici anni avevano portato l'affitto delle loro terre da 25 copechi a 3 rubli per ettaro, fu attribuito alle mene delle Figner, e così un giorno la polizia chiuse d'autorità la scuola.

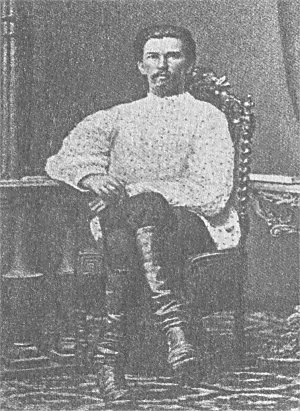
Aleksandr Solov'ëv

Prima ancora che la situazione si deteriorasse fino alla rottura, Vera ed Evgenija Figner avevano ricevuto la visita di Aleksandr Solov'ëv che le aveva informate della sua decisione di uccidere lo zar: « la morte dell'imperatore » - aveva detto - « può segnare una svolta nella vita sociale; l'aria si purificherà; l'intelligencija non resterà a lungo diffidente e si dedicherà a un'ampia e fruttuosa attività tra il popolo. Una grande corrente di onesta, giovane e attiva forza irromperà come un fiume nei villaggi. Ed è proprio questa grande forza vitale, non lo zelo di singole personalità come noi, che è necessaria per influenzare la vita di tutti i contadini russi ».
L'opinione di Solov'ëv, afferma Vera Figner, era l'eco di uno stato d'animo generale tra i rivoluzionari. Il movimento non progrediva non perché il loro programma fosse errato o perché le loro idee fossero inaccessibili alla popolazione, ma perché in Russia mancava ogni libertà politica. Senza di essa i bisogni e le aspirazioni delle persone venivano ignorate, la situazione diventava insopportabile e il risentimento s'indirizzava contro la massima autorità, lo zar, il quale si autoproclamava il responsabile della vita, del benessere e della felicità della nazione: « e Solov'ëv prese la pistola ». Già nello scorso dicembre, in una riunione tenuta a Pietroburgo, si era manifestato su questo tema un duro conflitto tra Michajlov e Morozov da una parte, favorevoli a portare un «colpo al centro» del potere politico, e Plechanov e Popov dall'altra. Questi ultimi gridarono che l'attività terroristica avrebbe solo portato a perdite per il partito e a un'accentuata repressione del governo, e che avrebbe distolto i giovani dall'utile e legale lavoro tra il popolo.
Un mese dopo la sua visita a Viaz'mino, il 14 aprile 1879, a Pietroburgo, Solov'ëv sparò ad Alessandro II senza però colpirlo. Le indagini della polizia ricostruirono l'attività di Solov'ëv, scoprendo che egli aveva lavorato nella provincia di Saratov. Vera avvertì il Consiglio che aveva necessità di recarsi a Pietroburgo, dov'era la madre malata, e le fu accordato un congedo temporaneo. Quando giunse la notizia che gli inquirenti erano già all'opera nel vicino distretto di Volskij, Vera ed Evgenija lasciarono Vjaz'mino. Il giorno dopo vi arrivò la polizia. A Saratov il gruppo dei « separatisti » tenne un'ultima riunione nella quale Vera annunciò la sua decisione di entrare in Zemlja i Volja. Non vedeva più l'opportunità dell'esistenza di piccoli gruppi in un momento in cui occorreva unire tutte le forze per una lotta a fondo contro il governo. Poi il gruppo si disperse: Ivančin-Pisarev e Marija Lešern andarono a nord, Vera, Evgenija e Bogdanovič a Tambov, dove Michail Popov li informò della convocazione di un congresso di Zemlja i Volja a Voronež.

### In Narodnaja Volja

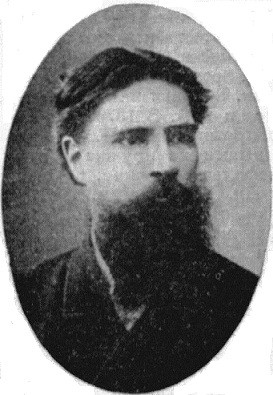
Sergej Charizomenov

Alla fine di giugno il gruppo più radicale di Zemlja i Volja si riunì a Lipeck, costituendosi in « Comitato esecutivo » e dandosi l'obiettivo di rovesciare l'autocrazia e ottenere la libertà politica attraverso l'azione armata. In primo luogo era necessario uccidere lo zar. Con questo programma il Comitato esecutivo si presentò il 6 luglio 1979 a Voronež per la conferenza generale di Zemlja i Volja. Parteciparono in tutto 19 persone: Vera Figner, Aleksandr Michajlov, Kvjatkovskij, Morozov, Barannikov, Tichomirov, Ošanina, Frolenko, Żeljabov, Kolodkevič, Perovskaja, Širjaev, Korotkevič, Popov, Plechanov, Tiščenko, Charizomenov, Aptekman e Nikolaev.
I convenuti si ritrovarono seduti sul prato del giardino botanico. Il programma approvato a Lipeck irritò fortemente Plechanov che, trovandosi isolato nel suo rifiuto dell'opzione terroristica, si alzò e se ne andò. Vera si precipitò a trattenerlo ma fu fermata dalle parole di Michajlov: « lascialo perdere », le disse. Non ci fu ancora la rottura definitiva tra le due anime di Zemlja i Volja, anche perché tutti accettarono la proposta del regicidio. Morozov, senza rivelare a Vera l'esistenza del Comitato esecutivo, le propose di far parte di un gruppo segreto all'interno di Zemlja i Volja. Alla Figner sembrò assurda l'idea di creare un gruppo segreto in un'organizzazione che era già clandestina, la considerò degna di Nečaev, e rifiutò.
Dopo il congresso di Voronež Vera Figner condusse un'esistenza illegale: munita di falsi documenti, si trasferì in un appartamento del quartiere periferico di Lesnoj, a Pietroburgo, insieme con Kvjatkovski e Sofija Ivanova. Il luogo, poco abitato e situato presso un grande parco di pini, favoriva gli incontri riservati dei rivoluzionari. Qui il gruppo di Lipeck continuò le sue riunioni, lamentando che gli oppositori della linea del terrore ostacolassero la realizzazione del progetto di attentare alla vita dello zar, che pure era stato approvato a Voronež. Di comune accordo, si arrivò alla separazione: Zemlja i Volja fu definitivamente sciolta, Plechanov e i sostenitori del tradizionale programma populista si raggrupparono nell'organizzazione denominata Ripartizione nera, mentre gli innovatori, Figner compresa, fondarono Narodnaja Volja ed entrarono a far parte del Comitato esecutivo.
Il Comitato esecutivo era il centro dirigente di Narodnaja Volja che sceglieva gli obiettivi e coordinava le azioni dei narodovol'cy su tutto il territorio. L'obiettivo primario era la rivoluzione popolare e per prepararla occorreva un'intensa attività di propaganda tra i lavoratori e i giovani intellettuali. A questo scopo Żeljabov lavorò a Char'kov, Figner e Kolodkevič a Odessa, Michajlov a Mosca, Kvjatkovskij, Anna Korba e altri a Pietroburgo. Tuttavia il terrorismo - scrive la Figner - « non fu mai l'obiettivo del partito. Esso fu un mezzo di protezione, di auto-difesa, fu considerato un potente strumento di agitazione e impiegato per raggiungere gli obiettivi per i quali l'organizzazione lavorava. Sotto questo aspetto, l'assassinio dello zar fu solo un dettaglio ».

#### Gli attentati. L'uccisione di Alessandro II

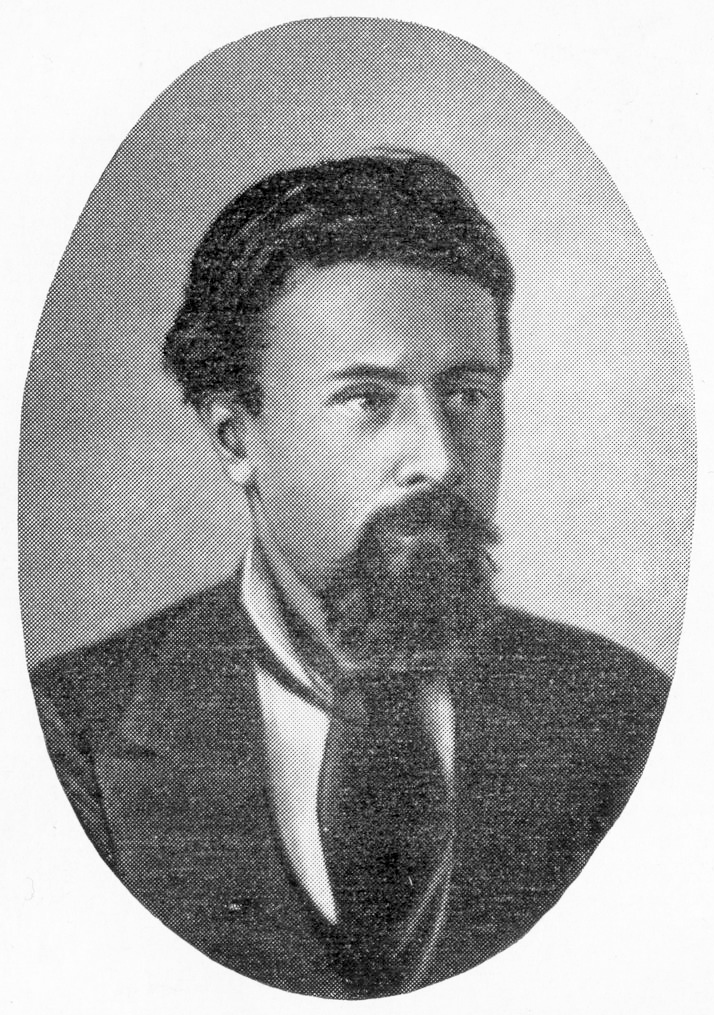
Nikolaj Kibal'čič

Vera Figner insistette per partecipare all'organizzazione del primo attentato ad Alessandro II. Le fu affidato un carico di dinamite che portò con sé da Pietroburgo a Odessa a metà settembre. Con Kibal'čič, un esperto nella progettazione e nella preparazione di esplosivi, si stabilì sotto falso nome in un appartamento di via Santa Caterina, dove furono raggiunti da Kolodkevič, da Frolenko e da Tat'jana Lebedeva. Qui, sotto la guida di Kibal'čič, furono preparati gli esplosivi.
Il piano prevedeva di sistemare l'esplosivo lungo la linea ferroviaria, vicino a Odessa, dove a fine autunno probabilmente sarebbe transitato il treno dello zar diretto a Pietroburgo dalla Crimea, dove stava passando le vacanze estive. Si pensò che la cosa migliore sarebbe stata quella di trovare un posto di casellante, nella cui cabina si sarebbero svolti tutti i lavori di preparazione dell'attentato e si sarebbe azionato il comando a distanza che avrebbe fatto esplodere la dinamite. Il ruolo di casellante sarebbe stato assunto da Frolenko, che avrebbe avuto Lebedeva come finta moglie. Vera Figner avrebbe perorato la loro richiesta di lavoro presso le Ferrovie del Sud-Ovest, la società che gestiva la linea ferroviaria.
Così fece. Si recò dal barone Ungern-Senberg, genero del governatore Totleben, al quale spiegò che il portinaio del suo palazzo, avendo la moglie sofferente di tisi e perciò bisognosa di vivere in un ambiente sano, all'aria aperta, sperava di lavorare come casellante. Il barone la raccomandò al capo-sezione del personale, un certo Ščigelskij, che Vera impressionò presentandosi agghindata come una gran dama dell'aristocrazia. Vi era un casello disponibile a una dozzina di chilometri da Odessa, e Frolenko e Lebedeva, con falsi documenti preparati da Vera Figner, vi si stabilirono.

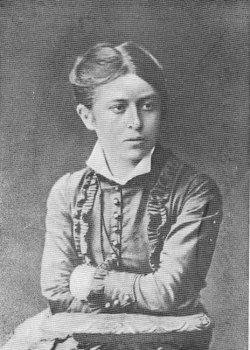
Vera Figner nel 1880

Fu tutto inutile, perché il treno imperiale seguì un'altra linea ferroviaria, quella da Sebastopoli per Mosca e Kursk, dove pure era atteso ad Aleksandrov da due altri attentatori, Željabov e Okladskij, ma qui la carica non esplose. Anche un terzo tentativo, preparato a due chilometri da Mosca da Sof'ja Perovskaja e Stepan Širjaev, fallì: l'esplosione investì un secondo treno che trasportava i domestici dello zar. Kibal'čič e Kolodkevič lasciarono Odessa e Vera Figner vi rimase con i pochi operai guadagnati alla causa rivoluzionaria. Si occupò della propaganda e fece conoscenza di persone appartenenti a tutte le classi sociali, dai professori e ai generali, dai proprietari terrieri ai funzionari e agli artigiani. Avrebbe preferito avvicinare soprattutto gli studenti, « i cui sentimenti erano così forti e il loro entusiasmo così sincero », ma fra loro le capitò di fare poche conoscenze.
Stabilitasi in un nuovo appartamento sulla via Jamskaja con il nome di Antonina Golovleva, Vera Figner preparò un nuovo attentato, questa volta ai danni del generale Stepan Panjutin, capo della cancelleria del governatore, responsabile, come Totleben, di arresti e deportazioni indiscriminate di persone anche soltanto sospettate di essere oppositori del regime. L'arrivo a Odessa, nel marzo del 1880, di Nikolaj Sablin e di Sof'ja Perovskaja, fece mutare programma. Il Comitato esecutivo aveva deciso l'organizzazione di un attentato contro Alessandro II - dopo quello che, il 17 febbraio, aveva colpito lo stesso Palazzo d'Inverno - in vista del suo arrivo in Crimea per le vacanze estive.
Il piano, elaborato da Sablin e Perovskaja, prevedeva di affittare un negozio nella centrale via Ital'janskaja, dove presumibilmente sarebbe passato l'imperatore proveniente dalla stazione marittima. Nel retro del negozio sarebbe stato scavato un tunnel fino al centro della strada, dove sarebbe stata deposta una carica di dinamite. All'impresa collaborarono anche Isaev - che scavando si tagliò tre dita - Anna Jakimova e Zlatopol'skij, mentre la Figner conservava l'esplosivo in casa e vi trasportava la terra estratta dallo scavo.

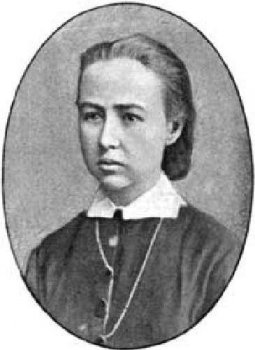
Sof'ja Perovskaja

Anche questo lavoro, durato tutto il mese di aprile, fu inutile, perché lo zar giunse in Crimea prima del previsto e in gran segreto. Vera Figner propose al Comitato di utilizzare il cunicolo per colpire il governatore Totleben - « l'infame sgherro concussionista » - ma la proposta fu respinta, poiché tutti gli sforzi dovevano rimanere concentrati contro lo zar. Del resto, il governatore e il generale Panjutin furono trasferiti in estate a Vilna. Di conseguenza, il negozio fu chiuso, la galleria fu ricoperta e di quell'attentato le autorità vennero a conoscenza soltanto due anni dopo. Vera Figner volle tornare a Pietroburgo, e fu sostituita a Odessa da Michail Trigoni.
Narodnaja Volja organizzò in questo periodo la propaganda all'estero dei propri obiettivi politici, insieme con una campagna di discredito del dispotismo russo. Lev Gartman, rifugiatosi in Francia alla fine del 1879, fu espressamente incaricato dal Comitato esecutivo di svolgere la campagna in Europa e negli Stati Uniti mediante opuscoli e conferenze. Il governo russo reagì chiedendone l'arresto e l'estradizione, che fu però rifiutata. A Marx e ad Henri Rochefort fu richiesta da Narodnaja Volja ogni assistenza. Alla fine del 1880 Vera Figner fu incaricata di tenere i rapporti con Gartman e gl'inviò lettere, biografie di militanti giustiziati o condannati dal regime, pubblicazioni rivoluzionarie, riviste e giornali.
Negli ultimi mesi del 1880 il Comitato esecutivo mise in atto un nuovo piano per attentare alla vita di Alessandro II. Poiché a Pietroburgo lo zar era uso passare ogni domenica per la via Malaja Sadovaja, vi fu affittato un negozio di rivendita di formaggi. Fu Vera Figner a proporre Jurij Bogdanovič quale gestore del negozio. Lo chiamò da Saratov, dove allora si trovava, e gli predispose un passaporto con false generalità. All'inizio del nuovo anno Bogdanovič e Anna Jakimova, « i coniugi Kobozev », riempirono il negozio di formaggi e latticini e intanto, aiutati da Suchanov, Željabov, Frolenko e altri cominciarono a scavare un cunicolo che dal retrobottega doveva raggiungere la strada. Se non fosse bastata l'esplosione del piano stradale a uccidere lo zar, sarebbero intervenuti altri quattro terroristi, appostati alle due estremità della via e armati di altrettante bombe.

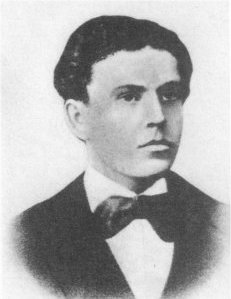
Ignatij Grinevickij

Nello stesso mese di gennaio Vera Figner e Isaev affittarono, col nome di coniugi Kočanovskij, un appartamento nel Voznesenskij Prospekt, nel pieno centro di Pietroburgo. In questo luogo Kibal'čič doveva preparare l'esplosivo. Qui, una sera, Isaev portò a Vera una lettera che, pur rinchiuso nella fortezza di Pietro e Paolo, Nečaev era riuscito a far pervenire all'esterno. Chiedeva di essere liberato. Il Comitato esecutivo decise di progettare la sua liberazione, ma rimandandola a dopo l'attentato allo zar.
In previsione del passaggio, nella domenica del 13 marzo, del corteo imperiale per via Malaja Sadovaja, dalle cinque del pomeriggio del 12 marzo e per tutta la notte Suchanov, Kibal'čič e Gračevskij, assistiti da Vera Figner e Sof'ja Perovskaja, lavorarono nell'appartamento del Voznesenskij Prospekt alla fabbricazione di quattro bombe da consegnare ad altrettanti lanciatori, Rysakov, Grinevickij, Emel'janov e Michajlov. Alle otto del mattino le bombe erano pronte. Perovskaja le distribuì e con loro si appostò nella strada.
Vera Figner rimase in casa, dove alcune ore dopo fu raggiunta da Isaev con la notizia che l'imperatore, diretto al maneggio Michajlovskij, non era passato per via Malaja Sadovoja. Nuovamente sembrò che l'attentato fosse fallito sul nascere, ma intervenne l'intuizione e la prontezza di Sof'ja Perovskja. Certa che il corteo imperiale, nel ritorno dal maneggio al Palazzo d'Inverno avrebbe costeggiato il canale Caterina, vi spostò i quattro attentatori. Così fu e al suo segnale, verso le due del pomeriggio due esplosioni scossero la città. Ferito a morte dalla bomba di Grinevickij, Alessandro II spirò un'ora dopo nel suo palazzo.

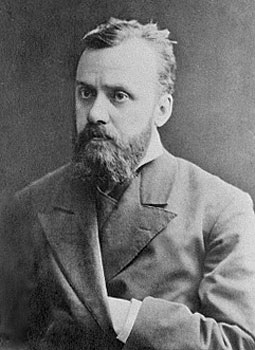
Gleb Uspenskij

Vera si era intanto recata in casa dello scrittore Gleb Uspenskij, dove giunse Ivančin-Pisarev con la notizia della morte dello zar. Nelle chiese già si giurava fedeltà all'erede. Tornata a casa, vi trovò alcuni compagni, ancora ignari dell'accaduto. Era così agitata da non riuscire a pronunciare parola: « piansi e molti di noi piansero; quell'incubo pesante, che per dieci anni aveva soffocato la giovane Russia sotto i nostri occhi, era finito; gli orrori della prigione e dell'esilio, la violenza, le esecuzioni, le atrocità inflitte a centinaia e a migliaia dei nostri militanti, il sangue dei nostri martiri, tutto era espiato da questo sangue dello zar versato dalle nostre mani. Il pesante fardello era tolto dalle nostre spalle, la reazione doveva finire e lasciare il posto alla nuova Russia. In questo momento solenne, tutti i nostri pensieri erano fissi alla speranza di un futuro migliore del nostro paese ».
Questo successo era stato pagato a durissimo prezzo da Narodnaja Volja. Già a novembre sedici militanti erano stati processati e Kvjatkovskij e Presnjakov impiccati. Il tradimento di Okladskij permise alla polizia di arrestare Barannikov, Kolodkevič, Kletočnikov, Fridenson, Trigoni, Żeljabov. Poi fu la volta di Aleksandr Michajlov, e nei giorni successivi all'attentato, per le confessioni di Rysakov, caddero Sablin, Perovskaja, Kibal'čič, Timofej Michajlov, Gesja Gel'fman. Un mese dopo sarà la volta di Zlatopol'skij, Isaev, Langans, Lebedeva, Frolenko. Più tardi ancora, fu arrestato Nikolaj Suchanov.

#### A Mosca e a Odessa

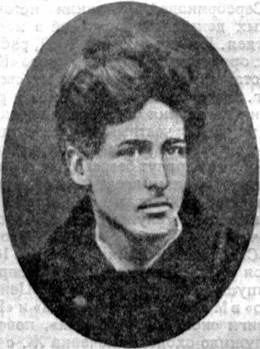
Nikolaj Želvakov

Essendo difficile sfuggire alla repressione in atto a Pietroburgo, i membri superstiti del Comitato esecutivo si trasferirono a Mosca. Il 15 aprile 1881 Vera Figner andò a Odessa, per riorganizzare il partito dopo l'arresto di Trigoni, ed entrò in contatto con gli ufficiali della flotta simpatizzanti di Narodnaja Volja. Dalla capitale giunse poi Bucevič per uniformare i piani del gruppo militare di Odessa con l'organizzazione militare di Pietroburgo, in vista di un'insurrezione armata.
Alla fine di ottobre le fu chiesto di venire a Mosca. Qui il Comitato esecutivo si trovava in uno stato d'inerzia, incapace di assumere alcuna iniziativa. A novembre venne Mosca Ol'ga Ljubatovič, che cercava allora di organizzare la liberazione di Morozov: alloggiata in un albergo, s'incontrò con Vera Figner e con Gerasim Romanenko, di recente eletto membro del Comitato. Pochi giorni dopo, il 30 novembre, fu arrestata e il giorno dopo fu la volta di Romanenko. Vera Figner ritenne opportuno tornare subito a Odessa.
A Odessa preparò con Chalturin e Klimenko l'assassinio del procuratore militare Strel'nikov, un istigatore di pogrom la cui massima, nella repressione del movimento rivoluzionario, era: «meglio punire nove innocenti che lasciarsi sfuggire un colpevole». Così, il 30 marzo 1882 Nikolaj Želvakov lo freddava per strada con una revolverata alla testa. Subito catturato insieme al complice Chalturin, furono entrambi impiccati quattro giorni dopo.
Vera Figner era tornata a Mosca il 27 marzo, dove correva voce che una spia stesse mettendo la polizia sulle tracce dei membri del Comitato esecutivo. Soltanto Zlatopol'skij venne a trovarla, con il manifesto di Narodnaja Volja che annunciava l'omicidio del generale Strel'kov. Le consigliò altresì di abbandonare Mosca per stabilirsi a Char'kov, dove non esistevano più agenti del Comitato a dirigere il locale gruppo rivoluzionario. La tipografia fu chiusa e tutto il gruppo moscovita lasciò la città.

#### A Char'kov

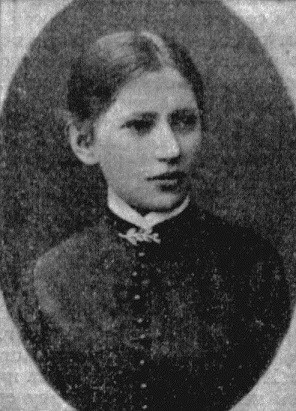
Vera Šatilova

Vera trovò a Char'kov un piccolo gruppo di narodovol'cy - Komarnickij, Annenkov, Kašincev, Nemolovskij e Linickij - la cui unica attività consisteva nel fare propaganda e istruzione socialista tra i lavoratori. La scarsa alfabetizzazione degli abitanti della città e della provincia, la mancanza di vita sociale e la povertà dei mezzi finanziari del gruppo rendevano molto difficile il loro lavoro. In questi frangenti, a giugno arrivò la notizia degli arresti, a Pietroburgo, di Anna Korba, di Gračevskij e di Bucevič, e della fuga all'estero di Ošanina e di Tichomirov. Vera Figner rimaneva in Russia l'unica rappresentante del Comitato esecutivo.
Cercò di ottenere fondi per la cassa del partito e a tale scopo si recò a Voronež e a Orël, dove si vide con Vera Šatilova, che conosceva dal 1876 ma che si era allontana dal movimento rivoluzionario. Attraverso di lei, molto intima della ricca famiglia Subbotina, contava di ottenere 8.000 rubli che Evgenija Subbotina, sua altra amica dai tempi trascorsi in Svizzera, intendeva mettere a disposizione di Narodnaja Volja. Alla fine dell'estate poté ricevere il denaro che le fu consegnato da Afanasij Spandoni, un membro del partito di Kiev.
Oltre ad aver stabilito rapporti con il gruppo di Kiev, Vera Figner fece venire a Char'kov Spandoni e Dmitrij Surovcev, e da Tiflis Praskov'ja Ivanovskaja e Sergej Degaev. Con i primi contava di organizzare una tipografia a Odessa, di Degaev, un ex-ufficiale d'artiglieria di Pietroburgo, aveva bisogno per coinvolgere l'organizzazione militare della capitale nella ristrutturazione di Narodnaja Volja.
Vera Figner non sapeva che Degaev era divenuto un agente di Georgij Sudejkin, sovrintendente dell'Ochrana di Pietroburgo. Questi reclutava personaggi dall'ambiente rivoluzionario facendo loro credere di essere egli stesso un rivoluzionario che intendeva distruggere tanto il regime zarista quanto l'ala terroristica dell'opposizione politica. Sudejkin aveva già reclutato il giovane Vladimir Degaev e poi, per suo tramite, il fratello Sergej.

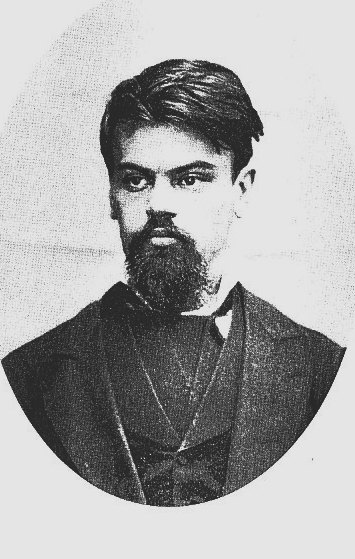
Sergej Degaev

Degaev venne in settembre a Char'kov con la moglie. Aveva appena lasciato il Caucaso, quando il gruppo dei narodovol'cy di Tiflis fu arrestato. Raccontò alla Figner di essere stato fermato dalla polizia durante le indagini sull'attentato del 13 marzo, ma di essere stato rilasciato per mancanza di prove, tacendo naturalmente dei suoi rapporti con Sudejkin. A Degaev e a Spandoni Vera Figner illustrò il suo piano: oltre a installare una nuova tipografia, occorreva ripristinare il centro direttivo di Narodnaja Volja includendovi cinque ufficiali, che avrebbero dovuto lasciare le forze armate per avere la massima libertà di azione.
Degaev partì per Pietroburgo, dove l'ufficiale Nikolaj Rogačëv si mise a disposizione, e proseguì per Nikolaev e Odessa, dove il tenente colonnello Michail Ašenbrenner accettò la proposta della Figner. Successivamente, in novembre, Degaev affittò una casa a Odessa, dove organizzò una tipografia con la collaborazione di sua moglie, di Surovcev, di Spandoni e di Marija Kaljužnaja, sorella del rivoluzionario Ivan Kaljužnyj.
Materiali per l'allestimento della tipografia furono forniti dall'intellettuale populista Nikolaj Michailovskij. Questi aveva incontrato la Figner il 27 ottobre, riferendole la proposta del ministro e consigliere di corte Voroncov-Daškov: il governo avrebbe avuto l'intenzione di negoziare con il Comitato esecutivo una tregua. Narodnaja Volja avrebbe dovuto cessare ogni attività terroristica in cambio di un'amnistia generale seguita da riforme che avrebbero garantito la libertà di stampa e di opinione anche per gli oppositori del regime. Vera Figner respinse l'offerta, che le parve molto simile alla proposta che, nel marzo del 1880, era stata fatta al narodovolec Gol'denberg, ossia soltanto un pretesto per mettere le mani su altri militanti di Narodnaja Volja.

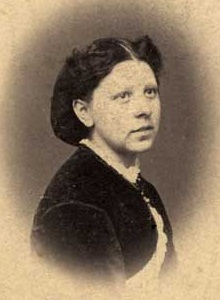
Sof'ja Tichockaja

Il 1º gennaio 1883 la polizia fece irruzione nell'appartamento di Odessa dove si trovava la tipografia clandestina, arrestando Degaev, sua moglie, Kaljužnaja, Surovcev e Spandoni. Dopo sole cinque settimane, svaniva la speranza di poter ancora diffondere l'organo del partito. Le sembrò che tutto le crollasse intorno, ma continuò, pur convinta dell'inutilità di ogni ulteriore tentativo. Ricordò di aver rimproverato Tichomirov, quando questi decise di espatriare, ricordò la lettera in cui una ragazza, una rivoluzionaria che viveva nell'illegalità, le aveva scritto che lei, Vera Figner, rappresentava « l'unica stella nel buio orizzonte della sua anima tetra ».
Ai primi di febbraio Vera Figner fu invitata a recarsi urgentemente a casa di due amici, i coniugi Sof'ja e Aleksandr Tichockij. Con sua grande sorpresa vi trovò Sergej Degaev. Questi le raccontò che, dopo l'arresto, mentre di sera veniva portato da due gendarmi alla stazione di Odessa per essere trasferito a Kiev, era fuggito gettando una manciata di tabacco sugli occhi delle guardie. Disse di aver prima trovato rifugio da un ufficiale dell'organizzazione militare, e poi di essere andato a Nikolaev e di qui a Char'kov.
La Figner, per quanto trovasse incredibili alcuni particolari e lo vedesse confuso in altri dettagli del suo racconto, non ebbe sospetti, giustificando il suo strano comportamento con lo stato emotivo di una persona che aveva la moglie detenuta in carcere. Ricorderà poi che, in un'altra occasione, Degaev si era informato su alcune sue abitudini e aveva saputo che soltanto Merkulov, un noto traditore di Narodnaja Volja, era in grado di riconoscerla e di denunciarla.

### L'arresto

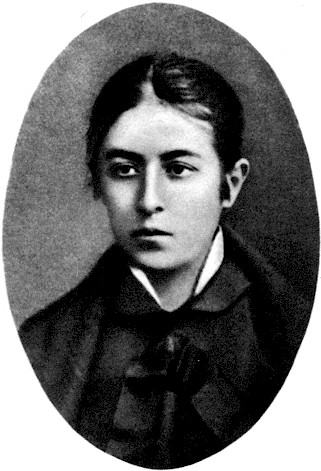
Vera Figner, febbraio 1883

La mattina del 10 febbraio 1883 Vera Figner uscì di casa. Dopo pochi passi si trovò a incrociare lo sguardo di Merkulov. Continuò a camminare, pensando alla propria situazione: aveva nella borsa la ricevuta di un versamento a favore di un compagno di Rostov, Aleksandr Kašincev, che doveva assolutamente distruggere. In via Caterina si trovò improvvisamente circondata dai gendarmi, caricata su una slitta e portata al posto di polizia.
Qui fu perquisita da una donna ma ebbe la prontezza di afferrare la compromettente ricevuta e d'inghiottirla. Portata nell'ufficio del commissario, si rifiutò di rivelare la sua identità: « allora Merkulov entrò nella stanza e con la sua solita parlata veloce mi disse con sfacciataggine - Così, non te lo aspettavi, vero? - Gli gridai - Bastardo ! - con un gesto minaccioso. Il vile Merkulov indietreggiò verso la porta ».
Fu trasferita nella prigione. Le fecero bere del latte: avevano trovato nella sua borsa tracce di potassio giallo - che la Figner utilizzava per fabbricare inchiostro simpatico - e pensavano che avesse inghiottito del veleno. La mattina dopo due poliziotti la scortarono sul treno diretto a Pietroburgo.
Qui fu rinchiusa nella Casa di detenzione preventiva e le furono fatte diverse foto segnaletiche. Quella « ufficiale » fu scelta dai procuratori Murav'ëv e Dobržinskij, che le disse: « Dobbiamo sceglierne una buona, voi sapete per chi ». Era per lo zar Alessandro III, che guardandola esclamò: « Grazie a Dio, quella donna orribile è stata arrestata ! ». La sua cattura aveva fatto sensazione. Il ministro della Giustizia Dmitrij Nabokov manifestò una gioia infantile alla notizia del suo arresto.
Fu condotta dalle maggiori autorità: dal capo della polizia Pleve, dal vice ministro Vladimir Orževskij e dal ministro degli Interni Dmitrij Tolstoj. Il primo fu volutamente scortese, e poi ironizzò: « Forse ora sarete disposta a occupare in società quella posizione che avreste potuto prendere prima ». Il generale Orževskij si comportò invece da gentiluomo fine e pieno di tatto, cercando di coinvolgerla in una conversazione su argomenti politici, alla quale la Figner si sottrasse, dicendogli che avrebbe espresso le sue opinioni al processo. Il conte Tolstoj, un vecchio dall'aria bonaria, assunse il tono del nonno che rimprovera la nipote: a che serve attentare alla vita dello zar, disse, « tanto al suo posto ne verrà un altro ».

### Nella fortezza Pietro e Paolo

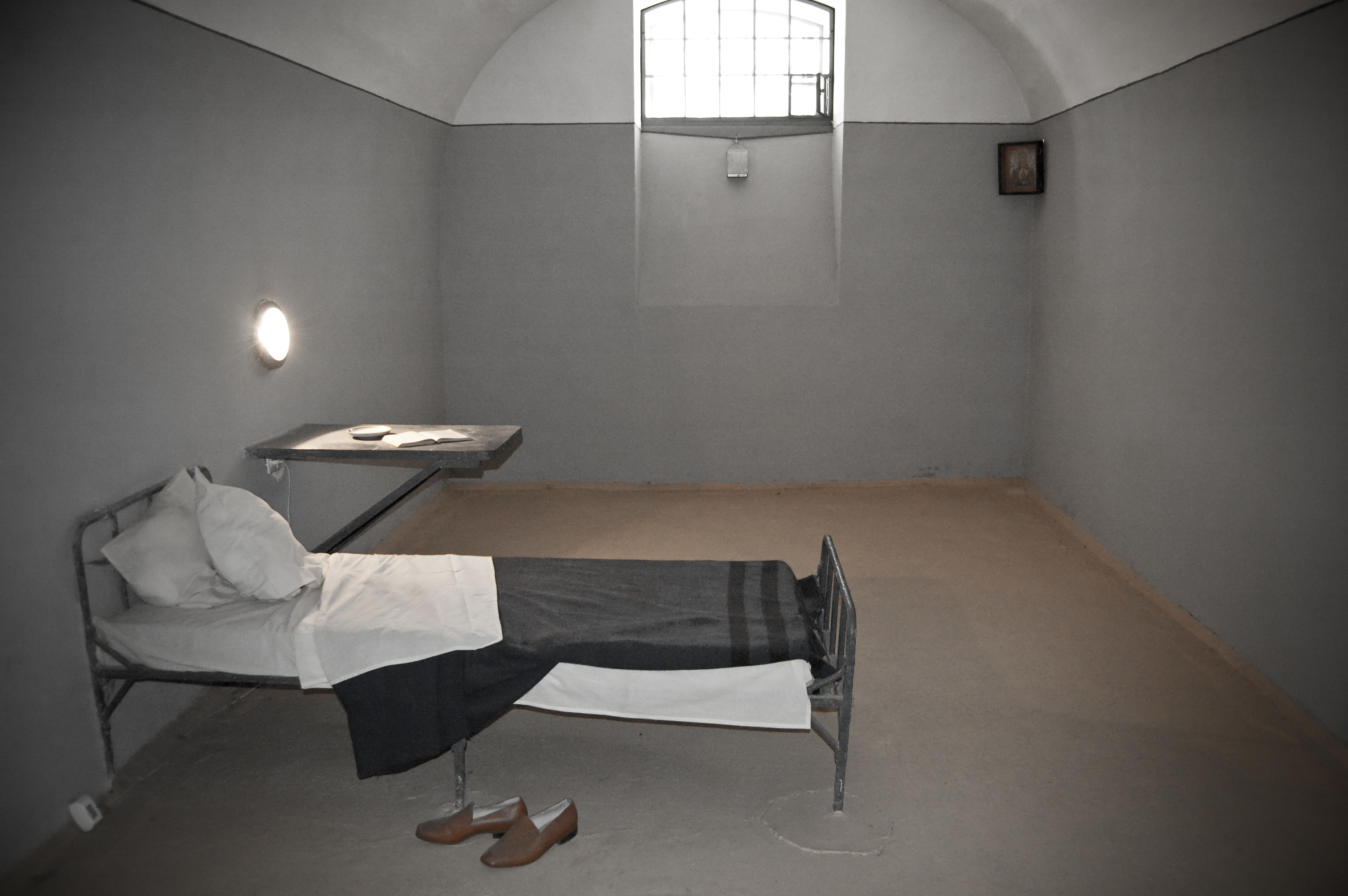
Cella della fortezza Pietro e Paolo

Fu trasferita nella fortezza Pietro e Paolo, dove rimase venti mesi in attesa del processo. Al Dipartimento di polizia fu richiamata due volte per rendere testimonianza di fronte ai procuratori Murav'ëv e Dobržinskij, ai quali disse che preferiva consegnare una memoria sui soli fatti precedenti il 13 marzo 1881 – già noti alla giustizia – ma che avrebbe taciuto quelli successivi, perché non intendeva coinvolgere altre persone.
Dopo più di un mese ricevette la visita del vecchio generale Sereda, incaricato di indagare sulla penetrazione della propaganda politica nelle file dell'esercito russo. Le prese la mano e, nonostante l'opposizione della Figner, gliela baciò e le disse: « Siete una donna buona: la vostra sfortuna è che, pur essendo sposata, non avete avuto figli ». Dopo questa curiosa introduzione, le disse che il processo si sarebbe limitato a una decina d'imputati.
Egli aveva letto la memoria della Figner che, in forma autobiografica, tracciava la storia del movimento rivoluzionario, e le confidò di non essere un reazionario, né un sostenitore del regime. Solo la necessità di guadagnare lo rendeva un servitore dello Stato: « se non fosse per questo, non sarei qui. Amo la libertà, ma non approvo gli omicidi politici. Capisco la lotta sulle barricate, non le pugnalate alle spalle ».

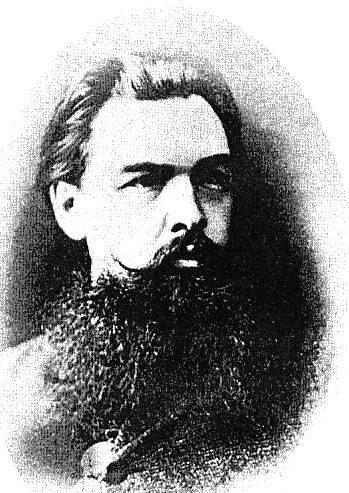
Georgij Sudejkin

Durante la detenzione ricevette la visita della madre e della sorella Ol'ga. I colloqui erano possibili due volte al mese, per venti minuti. Nel più completo silenzio e nella solitudine trascorsero i mesi, finché, nella primavera del 1884, fu convocata nell'ufficio del procuratore Dobržinskij che, presente anche il generale Sereda, le mostrò la relazione firmata da Degaev, nella quale il confidente dell'Ochrana aveva rivelato, già nel novembre del 1882 e dunque prima ancora del suo finto arresto, tutti i particolari sull'organizzazione da lei guidata. Seguivano le confessioni di molti militari che dichiaravano il loro pentimento.
« Volevo morire. Volevo morire, ma dovevo vivere; ero obbligata a vivere fino al processo, l'atto finale dell'attività di un rivoluzionario militante. In qualità di membro del Comitato esecutivo dovevo raccontare la mia storia, adempiere il mio ultimo compito come avevano fatto tutti coloro che mi avevano preceduto. E, come compagna di quelli che erano stati traditi da Degaev, dovevo condividere la loro sorte fino alla fine ».
Impegnò la mente nello studio dell'inglese e poi lesse tutti i libri della biblioteca della fortezza. Un piccolo incidente le provocò un'infezione a un dito e il medico della fortezza la fece trasferire in una cella più luminosa. Salendo sul tavolo di ferro inchiodato al muro poteva scorgere un piccolo arbusto di sambuco cresciuto dalle crepe del muro di fronte alla finestra. Anche nella fortezza di Šlissel'burg vedrà sbocciare in estate i fiori viola di una campanula nata per caso nel calcare di un muro e si ricorderà del dipinto di Jarošenko, La vita è ovunque.
Il 28 settembre 1884 fu rinviata a giudizio con altre tredici persone. Il suo avvocato glielo comunicò e poi le sussurrò in fretta che Sudejkin, il capo della polizia politica di Pietroburgo, era stato ucciso da Degaev, che era poi scomparso. « Per un momento l'oscurità della mia anima si sollevò e si squarciò. Convulsamente, a zig-zag, scoppiò una forte corrente di sentimenti profondi e nascosti, complessi e contraddittori: fu un lampo, e tutto tornò buio ».

### Il processo

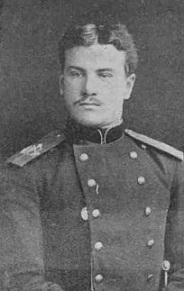
Nikolaj Rogačëv

La sera del 4 ottobre fu trasferita nella Casa di detenzione preventiva. Il processo iniziò il 6 ottobre. Quattordici gli imputati: Vera Figner, Larisa Čemodanova, Ljudmila Volkenštejn, Aleksandr Štromberg, Afanasij Spandoni, Dmitrij Surovcev, Ivan Juvacev, Michail Ašenbrenner, Aleksandr Tichonovič, Nikolaj Rogačëv, Nikolaj Pochitonov, Vasilij Ivanov, Apollon Nemolovskij e Vladimir Čujko.
Il processo si svolse rapidamente e il suo esito era scontato. Il 9 ottobre, quando il presidente della corte le permise di fare la sua dichiarazione finale, Vera Figner era certa che quella sarebbe veramente stata la sua « ultima parola ». I crimini di cui il procuratore l'accusava erano - rispose - « in stretta connessione logica con tutta la mia vita precedente ». Proprio perché era cresciuta in un ambiente familiare privilegiato aveva compreso di avere dei doveri nei confronti delle « masse incolte, che vivevano ogni giorno immerse nel lavoro fisico e private dei cosiddetti doni della civiltà ».
Il giornalismo democratico russo del tempo e il movimento delle donne, « che era in pieno svoiluppo nei primi anni Settanta », le diedero la risposta alle sue domande e decise di andare all'estero per diventare un medico dando così forma concreta alle sue aspirazioni filantropiche. Anche l'idea del socialismo, una dottrina « che promette l'uguaglianza, la fratellanza e la felicità universale », rispondeva alle sue esigenze e allargò i suoi orizzonti: « al posto del mio villaggio e dei suoi abitanti apparve davanti a me la rappresentazione di tutti i popoli, dell'umanità ».
Tornata in Russia, nello spirito dell'« andata nel popolo » svolse nelle campagne un'attività di carattere sociale e culturale, che in Europa sarebbe stata considerata legale e utile, ma che in Russia era definita illegale e sovversiva. Nello zemstvo il nobile, il poliziotto e il pope cominciarono a diffondere ogni sorta di calunnie e di sospetti tali da renderle impossibile vivere tra i contadini. Comprese così che il problema principale della Russia era l'assenza di ogni libertà politica.

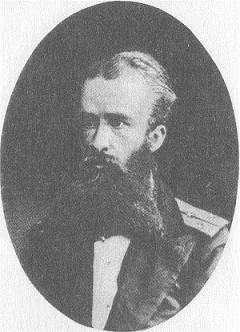
Aleksandr Štromberg

Da qui il suo ingresso in Zemlja i Volja e poi in Narodnaja Volja: l'esperienza fatta la convinse che l'unico modo per cambiare l'ordine esistente era ricorrere alla violenza, dal momento che i metodi pacifici erano proibiti. Una volta assunta questa posizione, la coerenza tra parole e fatti le impose di partecipare direttamente alle azioni terroristiche preparate dal partito, che pure avrebbe preferito utilizzare per altri scopi, quali la propaganda tra i circoli intellettuali. L'obiettivo era ottenere l'abolizione della forma assolutistica del governo per una forma di società liberamente scelta dai cittadini, in cui ciascuno potesse sviluppare pienamente se stesso per il bene di tutti: « e mi sembra che nel presente ordine tali condizioni non esistano », concluse.
La sentenza fu emessa il 10 ottobre: condanna a morte mediante impiccagione per Vera Figner, Ljudmila Volkenštejn e per gli ufficiali Štromberg, Ašenbrenner, Tichonovič, Rogačëv, Juvacev e Pochitonov, lavori forzati a vita a Ivanov e Nemolovskij, venti anni di lavori forzati a Čujko, quindici anni a Spandoni e Surovcev, quattro anni di carcere per Larisa Čemodanova.
Il giorno dopo il direttore della Casa di detenzione le riferì che Štromberg era indeciso se presentare domanda di grazia, come era intenzione degli altri ufficiali condannati alla pena capitale, e chiedeva la sua opinione. Vera Figner rispose di non poter consigliare ad altri di fare cose che in nessun caso lei avrebbe fatto. Il 12 ottobre ricevette quella che doveva essere l'ultima visita della madre e della sorella Ol'ga, poi fu trasferita nuovamente nella fortezza Pietro e Paolo.
La sera del 20 ottobre si presentò nella sua cella il comandante della fortezza: « Sua Maestà l'Imperatore ha molto graziosamente ordinato che la vostra sentenza di morte sia commutata nel carcere a vita ». Anche le condanne a morte di Ašenbrenner, di Tichonovič e Pochitonov erano commutate nell'ergastolo, venti anni di carcere erano dati a Volkenštein e a Juvacev; i lavori forzati a vita erano commutati in quindici anni di carcere per Nemolovskij, mentre alla Čemodanova veniva riservata la deportazione in Siberia. Confermata era invece la condanna a morte per Štromberg e Rogačëv, che il 22 ottobre furono impiccati nella fortezza di Šlissel'burg.

### Nella fortezza di Šlissel'burg

#### «Quando l'orologio della vita si fermò»

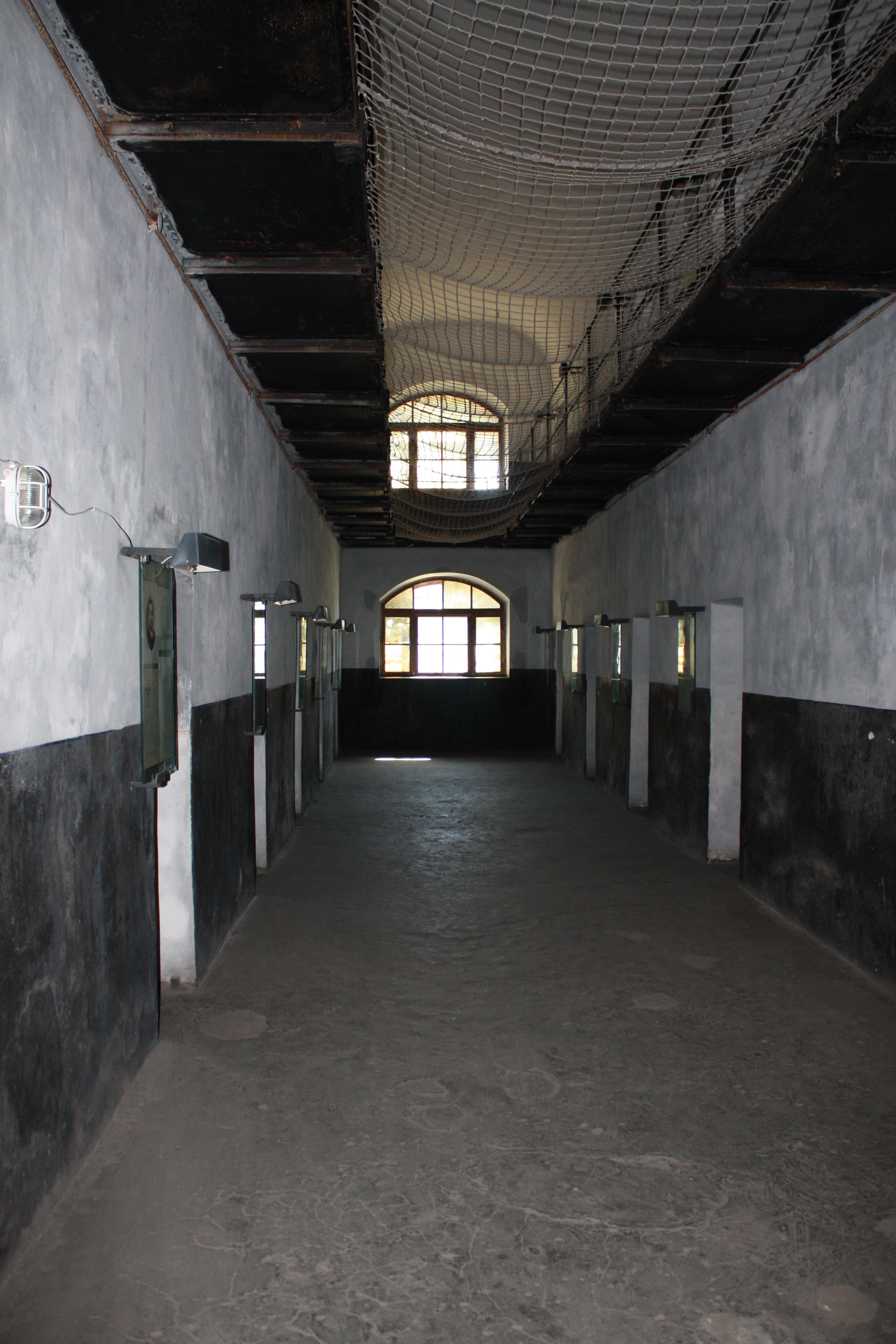
Le celle della fortezza

Il 24 ottobre 1884 Vera Figner fu trasferita nella fortezza di Šlissel'burg. Qui, in una stanza, una donna la spogliò e un medico militare la osservò, annotò qualcosa in un registro e se ne andò. Nella comune sensibilità dell'epoca, l'episodio costituiva una violenza morale, ma lei, scrive, rimase indifferente: la sua anima « era volata via, o piuttosto si era ritratta e ridotta a un grumo minuscolo. Era rimasto il corpo, che non conosceva vergogna né dolore morale ».
Le quaranta prigioni, costruite appositamente per i detenuti politici e inaugurate proprio in quell'anno, si disponevano su due piani separati da una rete metallica. Su quello superiore correva un passaggio balconato, nel cui mezzo era uno stretto ponte di collegamento - il « ponte dei sospiri », lo battezzò Vera Figner - che portava alla cella 26. Qui fu rinchiusa: « Una nuova vita iniziò. Una vita tra un silenzio di morte, il silenzio che ascolti e senti, il silenzio che a poco a poco s'impossessa di te, ti avvolge, entra in tutti i pori del tuo corpo, della tua mente, della tua anima. Come è inquietante nel suo essere muto, come è terribile nel suo essere sordo, e nelle sue casuali interruzioni ! A poco a poco s'insinua tra lui e voi un senso segreto di intimità, tutto diventa straordinario, enigmatico come una notte di luna in solitudine all'ombra di una calma foresta. Tutto è misterioso, incomprensibile. In questo silenzio quello che è reale diviene vago e irreale, e ciò che è immaginario sembra vero. Ogni cosa si aggroviglia e si confonde ».
Senza avere possibilità di ricevere visite e di tenere corrispondenza, i familiari dei detenuti non erano tenuti a sapere nulla dei loro cari: « Voi verrete a sapete di vostra figlia quando sarà in una bara » - rispose il vice ministro Orševskij alla madre di Vera che chiedeva sue notizie. Tenuto nel completo isolamento della sua cella, ogni detenuto non conosceva il complesso dell'edificio che l'ospitava e ignorava chi fossero i prigionieri che vivevano sotto lo stesso tetto, nella prigione accanto o di fronte. Le stesse guardie, che non dovevano rivolgere la parola ai prigionieri, non conoscevano i nomi dei detenuti, che venivano identificati secondo un numero, e Vera Figner fu sempre « il numero 11 ».
A Šlissel'burg morirono in breve tempo Malavskij, Bucevič, Nemolovskij, Tichanovič, Kobyljanskij, Arončik, Gellis, Isaev, Ignatij Ivanov, Bucinskij, Dolgušin, Zlatopol'skij, Bogdanovič, Varynskij; per aver protestato vi furono fucilati Minakov e Myškin, Klimenko s'impiccò, Gračevskij si diede fuoco, impazzirono Juvačev, Ščedrin, Konaševič, Šebalin; qualche anno dopo vi morirono Jurkovskij e Pochitonov. Anche chi ne uscì fu segnato per sempre, e così Janovič, Martynov e Polivanov si suicidarono. Dopo l'esecuzione di Minakov, avvenuta il 3 ottobre 1884, il generale Orševskij visitò la fortezza, parlò con alcuni detenuti e permise a sei di loro, i più malati, di poter passeggiare, a coppie, fuori delle celle. I primi a beneficiare del provvedimento furono Morozov e Bucevič, Trigoni e Gračevskij, Frolenko e Isaev. La concessione rimase limitata a sei persone in tutto.

#### Ljudmila Volkenštejn

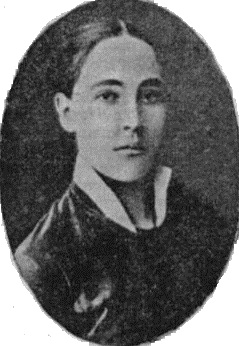
Ljudmila Volkenštejn

Il 26 gennaio 1886 per la prima volta Vera Figner ottenne il permesso di uscire dalla propria cella e si trovò di fronte Ljudmila Volkenštejn. Si erano conosciute soltanto al processo e non avevano avuto alcuna intimità. Nelle condizioni presenti, stringere una mano e ascoltare una voce amica procurava il massimo della gioia, e Ljudmila Volkenštejn era « la personificazione della tenerezza, della gentilezza e dell'umanità ». Dopo la passeggiata con lei Vera tornò rassicurata e trasformata: « la mia cella non sembrava più così cupa né la vita così insopportabile. Immediatamente cominciai a sognare del nostro prossimo incontro ».
In primavera furono assegnate a Vera e a Ljudmila la cura di due minuscoli orti - meno di due metri quadrati ciascuno - situati, insieme ad altri quattro, tra il muro della fortezza e l'edificio della prigione. Non vi cadeva mai il sole, ma alle due detenute pareva un paradiso. Vi seminarono ravanelli, carote, rape, piselli, cavoli e papaveri. Veder spuntare i germogli, e poi, in estate, i fiori piantati lungo l'orto dai gendarmi, provocava un piacere infantile: « ogni filo d'erba ci era caro ». La Volkenštejn aveva la massima cura anche dei piccoli animali e degli insetti. I passeri accorrevano intorno a lei che dispensava le briciole del pane, nell'orto evitava di eliminare i bruchi, una cimice trovata in cella fu da lei avvolta nella carta e lasciata in libertà durante le ore d'aria. Questa terrorista diceva che la vita doveva essere sempre rispettata in tutte le sue manifestazioni ed era convinta che la gentilezza e l'amore potevano vincere il male. Sempre indulgente in tutti i suoi rapporti personali, sapeva trovare il lato migliore delle persone. Il suo motto preferito era: « abbiamo tutti bisogno di misericordia ».
Fu la Volkenštejn a decidere un giorno di non voler più usufruire delle ore d'aria se tale possibilità non fosse stata concessa anche a tutti gli altri detenuti. Era una forma di protesta contro la condizione oppressiva del carcere e insieme un modo di andare incontro alle necessità dei compagni, molti dei quali si trovavano in una situazione di grave disagio fisico e psichico. Discussero insieme della cosa e Vera Figner si convinse della giustezza delle argomentazioni dell'amica. Alla protesta aderirono anche Bogdanovič, Popov e Šebalin e per un anno e mezzo non uscirono più dalle loro celle.

#### Proteste

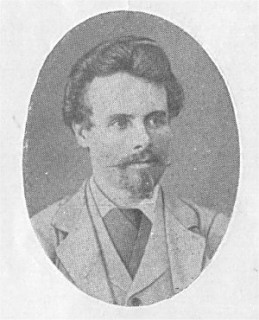
Michail Gračevskij

Una sera del maggio del 1887, nel carcere della fortezza, Michail Popov cercò di parlare con Vera colpendo con le nocche delle mani il muro della propria cella, secondo il tipico codice di comunicazione usato dai detenuti. Fu quasi subito scoperto dalle guardie e trascinato in camera di punizione. Vera Figner protestò con il sovrintendente, dicendogli che era ingiusto punire soltanto Popov quando erano stati in due a parlarsi. Così fu punita anche lei. Come celle di rigore erano utilizzate le vecchie carceri ricavate nell'edificio della cittadella, fuori dalle nuove prigioni della fortezza. Qui fu scortata dai gendarmi: « Per cinque anni non avevo più visto un cielo notturno, non avevo più visto le stelle. Ora il cielo era sopra di me e mi apparvero le stelle. Le alte mura della vecchia cittadella brillavano di una luce bianca e i raggi d'argento della notte di maggio si riversavano nell'ampio, squadrato piazzale racchiuso dalle mura ».
Era una piccola cella, fredda e umida, con odore di muffa. Il muro era grezzo, il pavimento asfaltato: un tavolo, una sedia e un banco di ferro senza materasso costituivano tutto l'arredamento. Vestita di una camicia, di una gonna e di un mantello di lino, per dormire Vera si sdraiò per terra e si difese dal freddo avvolgendosi la testa con le calze. La mattina le portarono un pane nero coperto di muffa e dell'acqua. Intanto, in un'altra cella, Popov continuava a gridare e a protestare. Fu picchiato e ridotto al silenzio.
Dopo cinque giorni le portarono un materasso. Al tramonto, in una delle celle, un prigioniero cominciò a cantare: una voce di baritono, dal timbro strano, cantava una canzone semplice, tradizionale. Saprà poi che si trattava di Gračevskij, che pochi mesi dopo si suicidò dandosi fuoco. Dopo sette giorni Vera Figner fu riportata nella sua vecchia cella. Guardandosi allo specchio vide « un volto che in sette giorni era invecchiato di dieci anni, con centinaia di piccole rughe sottili che lo solcavano in tutte le direzioni. Quelle rughe passarono presto, ma non le impressioni consumate in quei giorni ».

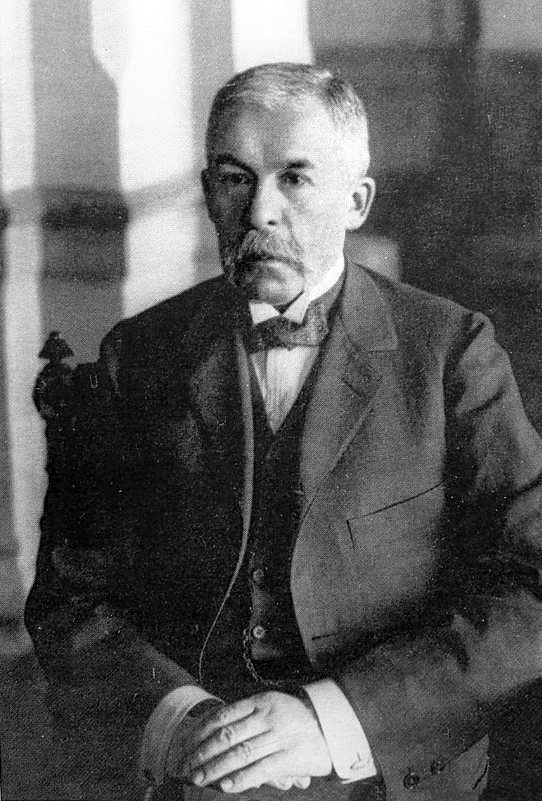
Pëtr Durnovo

Nel 1889 il capo della polizia Pëtr Durnovo ispezionò la fortezza. Nella cella di Sergej Ivanov trovò la Storia della Rivoluzione francese di Mignet. Sorpreso dal fatto che la biblioteca del carcere possedesse e mettesse a disposizione dei detenuti libri d'argomento storico, politico e sociale, ne proibì la circolazione. A essere colpiti furono la Storia della rivoluzione dei Paesi Bassi di Motley, la Storia del XIX secolo di Gervinus, i Principi di sociologia di Spencer, la Vita di Lincoln e la Storia della guerra civile americana, il Body and Mind di Henry Maudsley, e una trentina di altri libri.
I detenuti, tranne Lopatin, Antonov, Ašenbrenner, Mančurov e Vasilij Ivanov, decisero di protestare. La maggior parte rifiutò di lasciare le celle, una minoranza, formata da Vera Figner, Jurkovskij, Popov, Starodvorskij e Martynov, intraprese lo sciopero della fame a oltranza, così che anche gli altri si sentirono in dovere di seguirne l'esempio. Dopo pochi giorni, uno alla volta, molti cominciarono a sentirsi male e quando Bucinskij vomitò sangue, ripresero a mangiare. Al nono giorno, quando Popov e Starodvorskij le comunicarono che si sarebbero suicidati se lei fosse morta, Vera Figner dovette sospendere lo sciopero.
Vera era realmente decisa a lasciarsi morire. Era riuscita a sopportare la fame con molta tranquillità, passando il tempo a letto leggendo e divertendosi con le commedie di Molière. Il ricatto morale impostole dai compagni la rese furiosa: « da quel momento ruppi spiritualmente ogni contatto con tutta la prigione e feci a me stessa la solenne promessa, che comunicai ai miei compagni, che d'ora in avanti rifiutavo di far parte del loro gruppo e che non avrei partecipato a nessuna protesta organizzata. Nel caso, avrei protestato, ma da sola, su mia iniziativa ».

#### Il comandante Gangardt

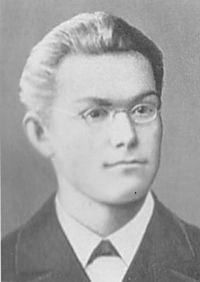
Michail Novorusskij

Passarono gli anni e dal 1893, con il nuovo comandante della fortezza, il colonnello Gangardt, le condizioni dei detenuti migliorarono. Vera gli chiese se fosse possibile ottenere nuovi libri ed egli se ne procurò dalle librerie di Pietroburgo. Successivamente, nel 1896, Vera Figner, Lukaševič, Morozov e Novorusskij chiesero che dal Museo di Scienze naturali fossero dati in prestito, per motivi di studio, alcuni esemplari delle collezioni di geologia, paleontologia e mineralogia. Gangardt approvò e il dottor Bezrodnov, medico del carcere, fece da intermediario con il Museo di Pietroburgo, che fornì a più riprese prodotti e libri scientifici. Poi il Museo utilizzò i detenuti come forza lavoro, consegnando materiali di entomologia, di botanica e di mineralogia, e commissionando l'elaborazione di collezioni ed erbari per le scuole medie ed elementari. Gli stessi detenuti utilizzarono esemplari della botanica e della geologia dell'isola, che fornì campioni di granito, di gneiss, di diabase e di diorite.
Vi fu lavoro non soltanto per gli esperti di scienze, ma anche per falegnami e tornitori che prepararono cassette di legno, vetri, colle, e inventarono dispositivi per la conservazione e la disposizione dei reperti. Quel lavoro li impegnò per quattro anni e fu molto accurato, e le collezioni botaniche furono inviate dal Museo all'Esposizione Universale di Parigi del 1900, celando però il fatto che erano state create nella "Bastiglia russa": « Quelli furono anni da ricordare. I giorni venivano impegnati a risolvere problemi concreti. Il lavoro per il Museo, che arricchivamo con il nostro lavoro, tesseva un filo tra la morte e la vita. Addolciva la coscienza della nostra inutilità, della nostra esistenza senza scopo ».
I giardini della fortezza nei quali i detenuti prendevano a coppie le loro ore d'aria erano stati divisi in sei porzioni recintate, in modo che essi non potessero vedersi né comunicare con gli altri prigionieri. Il comandante Gangardt sistemò in questi spazi i laboratori di falegnameria e fece abbassare le recinzioni, col pretesto che i giardini non prendevano abbastanza luce, così che ogni coppia poteva lavorare, vedere e parlare liberamente con i detenuti delle cellule adiacenti.

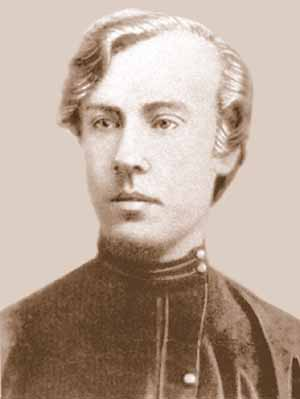
Stepan Balmašëv

In quel periodo, dopo tredici anni di detenzione nella fortezza, ai detenuti fu concessa la possibilità di spedire e di ricevere lettere dai congiunti, con il limite di due lettere all'anno. La corrispondenza in entrata e in uscita era sottoposta a censura e non poteva essere conservata dai detenuti. Vera Figner ricevette la prima lettera dalla sorella Ol'ga, che descrisse l'esposizione dell'industria russa, tenuta nel 1896 a Nižnij Novgorod e la conferenza nella quale il ministro Vitte espose la politica finanziaria del governo. Ol'ga Figner descrisse anche lo sviluppo del movimento socialdemocratico e il dibattito conflittuale in corso tra populisti e marxisti.
Gangardt fu sostituito alla fine del secolo dal comandante Obuchov. Nel marzo del 1902 ci fu un incidente che poteva costare molto caro a Vera Figner. Una sua lettera alla madre non fu inoltrata dall'amministrazione del carcere. Protestò con il sovrintendente finché, in un momento di rabbia, afferrò e strappò le spalline dell'ufficiale. Qualche giorno dopo Popov cercò di spedire una lettera, affidandola a un guardiano, senza passare i controlli regolamentari.
Furono soppressi i laboratori, ma per Vera Figner non ci furono altre conseguenze, a parte il divieto di corrispondere con la famiglia. Dopo un'ispezione ministeriale, Obuchov fu sostituito dal nuovo comandante Jakovlev, che vietò la circolazione di alcune riviste permesse da Gangardt. In maggio, molta ansia provocò ai detenuti vedere allestire un patibolo nel cortile della fortezza. Il 16 maggio vi fu impiccato lo studente socialrivoluzionario Stepan Balmašëv, responsabile di aver ucciso il mese prima il ministro Sipjagin.

### L'esilio

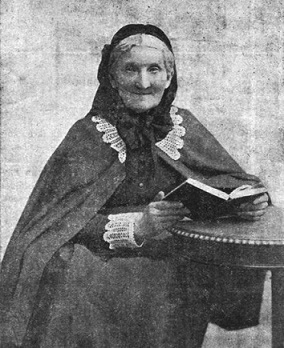
Marija Dondukova-Korsakova

Inaspettatamente, il 26 gennaio 1903, si presentò davanti alla sua cella il comandante Jakovlev. Con la mano alzata e la voce enfatica le annunciò: « Sua Maestà l'Imperatore, ascoltando le suppliche di vostra madre, ha graziosamente ordinato che il vostro carcere a vita sia commutato in venti anni. Il vostro termine scade il 10 ottobre 1904 ». Vera Figner rimase prima sbalordita e poi indignata, poiché vent'anni prima si era fatta promettere da sua madre di non chiedere mai la grazia. Tre giorni dopo le giunse una lettera della madre, che le annunciava di essere malata di cancro e che avrebbe voluto rivederla ancora una volta prima di morire.
Avendone ora compreso i motivi, Vera le scrisse chiedendole perdono per tutte le pene che aveva subìto a causa sua, e si ebbe per risposta che « il cuore di una madre non conserva il ricordo dei dolori passati ». Ekaterina Figner non riuscì a rivedere la figlia: morì a Pietroburgo il 28 novembre 1903, e i familiari le diedero sepoltura nel cimitero del villaggio nativo di Nikiforovo.
Nel giugno del 1904 ricevette più volte la visita di Marija Dondukova-Korsakova (1827-1909), un'anziana principessa religiosissima, che da molti anni dedicava con sincera carità la sua vita all'assistenza dei detenuti. Avrebbe voluto perfino condividere la sua cella, ma il permesso non le fu accordato. Poi venne anche il metropolita Anton. Dal 6 ottobre Vera Figner rilesse e poi bruciò i suoi quaderni di memorie - 1887 fogli - avendo saputo di non poterli portare con sé. Il 9 ottobre Vera Figner salutò i suoi compagni e l'11 ottobre, dopo ventidue anni, poté lasciare la fortezza. Non appena ebbe superato il cortile e si trovò in un ambiente mai visto prima, l'intensa agitazione le provocò una perdita dell'equilibrio: la terra e il muro a cui appoggiava le mani sembravano scivolare in avanti.

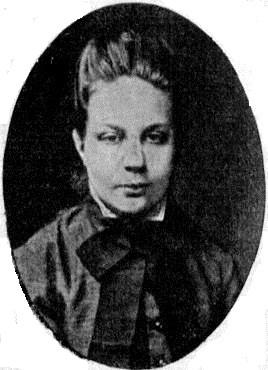
Aleksandra Kornilova

Il provvedimento di scarcerazione non prevedeva in realtà la sua completa liberazione, ma il trasferimento in una residenza obbligata con relativa sorveglianza. Fu così trasferita nella fortezza Pietro e Paolo, dove ricevette la visita del fratello Pëtr e della sorella Ol'ga. Finalmente, accompagnata da Ol'ga e da due gendarmi, il 30 ottobre raggiunse Arcangelo. Vera Figner fu ancora rinchiusa nel carcere della città per un mese, poi le autorità decisero il suo trasferimento in provincia e il 1º dicembre raggiunse il villaggio di Nënoska. Il giorno dopo Vera e Ol'ga riuscirono ad affittare, in una modesta casa a due piani, l'appartamento all'ultimo piano. Al pianoterra si stabilirono due gendarmi. Poi, a gennaio, altro trasferimento in una nuova casa.
Le sue sorelle - Ol'ga, Lidija ed Evgenija - si davano il cambio per non lasciarla sola nel suo esilio di Nënoska. Con il nuovo anno venne a stabilirsi da lei Aleksandra Kornilova (1853-1939), che Vera aveva conosciuto dalla fondazione di Zemlja i Volja, e venne ancora la principessa Dondukova, sempre attiva malgrado l'età, spesso indignata contro l'autorità e capace di ottenere, per l'autorità del suo nome, qualche concessione a favore degli esiliati.
I famigliari di Vera Figner avevano chiesto fin da marzo di poterla ospitare nel villaggio nativo e a giugno fu ottenuto il permesso. Accompagnata dalla sorella Lidija, da Aleksandra Kornilova, dai figli di questa giunti da Mosca, e naturalmente da una scorta di gendarmi, fu salutata all'imbarco da Rikasicha da una folla di esuli e dal suono della Marsigliese. Il battello, lungo la Dvina Settentrionale, la portò fino a Vologda. Dopo il trasferimento a Jaroslavl' - dove trovò ancora Marija Dondukova, venuta appositamente da Pietroburgo a salutarla per l'ultima volta - il gruppo s'imbarcò sul Volga. Respirando l'aria dell'ampia « madre Volga » e del vasto panorama di terra e di cielo tutto intorno « tremavo dalla testa ai piedi. Tremando l'anima, tremava il corpo », e per la prima volta dopo tanti anni si sentì veramente libera.
Sbarcata a Tetjuši e salutati gli amici, con Lidija, il cugino Kuprijanov e la scorta dei gendarmi raggiunse finalmente Christoforovka. Nuove questioni sorsero per la pretesa dei gendarmi di estendere il controllo fin dentro la casa. Ci vollero le disposizioni, sollecitate dal fratello Nikolaj e pervenute direttamente da Pietroburgo, perché i gendarmi sgombrassero l'appartamento. Le condizioni di vita nei villaggi della contea non erano mutate negli anni: ovunque la stessa miseria e la stessa ignoranza.
Vera Figner soffriva di depressione. Non poteva lavorare né tanto meno occuparsi attivamente di politica: « Mai nella mia vita mi sono sentita così sola » - scrisse il 29 settembre 1905 a Michail Ašenbrenner - « e ora ho perso ogni scopo nella vita [...] sto così male a vivere senza uno scopo [...] mi sento a tutti gli effetti meno valida e mentalmente meno sana di quanto non fossi a Šlissel'burg ».
Nel tentativo di porre un freno alle spinte rivoluzionarie in atto dopo il massacro di gennaio, alla fine d'ottobre fu emanato il manifesto con il quale lo zar prometteva le libertà politiche. Alla Figner fu revocata la sorveglianza e nel gennaio del 1906 si trasferì dalla sorella Evgenija a Nižnij Novgorod. Lungo la strada si fece visitare da un neurologo di Kazan', che approvò la sua scelta di stabilirsi in città. Dalla vivacità della vita cittadina le sue condizioni avrebbero tratto giovamento, a condizione però di non farsi troppo coinvolgere, e nel giro di cinque anni - garantì il professore - sarebbe stata bene.
Evgenija e il marito Michail Sažin erano membri della Società della Pubblica Istruzione, nella cui sede, la Casa del Popolo di Nižnij Novgorod, erano gli uffici assegnati agli insegnanti della provincia, una libreria e una biblioteca. Qui, nel fermento di quegli anni, si tenevano quotidianamente riunioni e assemblee a cui partecipavano esponenti delle diverse forze politiche, dai socialisti ai cadetti e alle Centurie Nere, l'organizzazione terroristica di estrema destra incoraggiata dal regime. Quando Vera Figner giunse a Nižnij Novgorod, la Casa del Popolo era stata da poco chiusa d'autorità e i cosacchi, inviati a eseguire l'ordine, l'avevano completamente devastata.

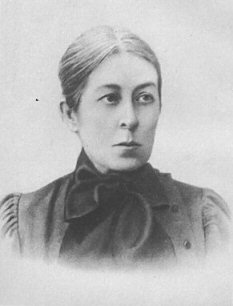
Vera Figner nel 1906

Vera ed Evgenija Figner si occuparono dell'assistenza ai detenuti politici nel carcere di Nižnij Novgorod e successivamente a quelli rinchiusi nelle prigioni siberiane. Vera prese anche contatto con il comitato provinciale dei Socialisti rivoluzionari e con alcuni insegnanti dediti all'istruzione dei contadini e alla propaganda presso i villaggi del distretto. Non s'impegnò attivamente, seguendo così le prescrizioni del suo medico, e ricevette la visita di suoi compagni recentemente liberati: Morozov, Lopatin, Novorusskij, Sergej Ivanov e Anna Korba.
Erano tutti sorvegliati dall'Ochrana, come Marc Natanson, che pure venne a trovare in quei giorni le due sorelle. Quando se ne andò, la polizia fece irruzione nella casa, perquisendola. Evgenija Figner fu arrestata e rilasciata dopo una detenzione di quattro giorni. La vicenda ebbe ripercussioni anche su Vera Figner che nell'aprile del 1906 fu rimandata d'autorità a Nikiforovo, nella tenuta del fratello Nikolaj, e la sorveglianza fu ripristinata.
L'anno precedente, in tutta la provincia di Kazan' vi era stato un cattivo raccolto e nei villaggi si sentivano gli effetti della carestia. La rivista « Russkoe bogatstvo » affidò 800 rubli a Vera Figner per aiutare gli affamati. Come lei stessa scrive, «solo il vuoto e la futilità della vita» che stava allora conducendo la spinse ad accettare quel ruolo di filantropa. Trent'anni prima aveva aiutato i contadini della provincia di Saratov ponendosi su un piano di parità, con il proprio lavoro e senza fare della beneficenza. Ora, « sistemata nella tenuta del fratello, nella casa padronale circondata da giardini, con fienili spaziosi e pieni di grano », nella generale miseria dei villaggi si trovava nella condizione di concedere ad alcuni quello che era costretta a negare a molti altri.
Sommersa dalle richieste, finì per scontentare quasi tutti e una notte qualcuno appiccò il fuoco alla vecchia fattoria dei suoi nonni, dove aveva trascorso parte della sua infanzia, che andò completamente distrutta. Vera Figner lasciò che la sorella Ol'ga finisse di occuparsi della distribuzione del denaro e, con il permesso del Dipartimento di polizia, tornò a Nižnij Novgorod da Evgenija. Non migliorando le sue condizioni di salute, il fratello Nikolaj sollecitò per lei la concessione del passaporto, che le fu accordato nel novembre del 1906. Dopo un breve soggiorno a Mosca, insieme con Aleksandra Kornilova lasciò la Russia.

### All'estero

#### In Italia

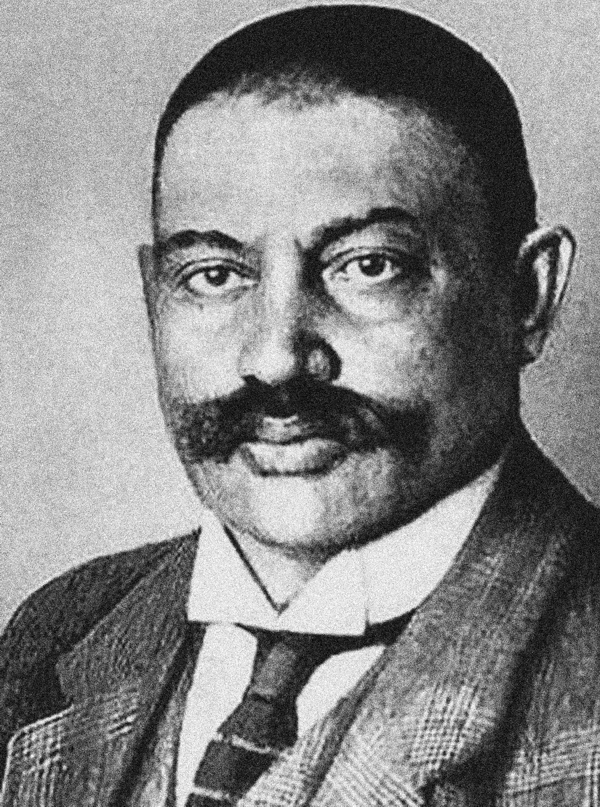
Evno Azef

La prima tappa fu Venezia, dove giunsero a dicembre con un professore di Pietroburgo, lo storico della letteratura Il'ja Šljapkin. Visitarono la città e Vera Figner poté vedere il vero « ponte dei sospiri » e le minuscole celle delle prigioni ducali, « vere e proprie scatole in pietra grigia scura, e nessuna finestra ». Le due donne si trasferirono poi a Sorrento, che era loro stata particolarmente raccomandata da Nikolaj Figner. Trovarono invece un clima insolitamente freddo in una cittadina silenziosa e senza turisti, che Vera ribattezzò « Sibirrento ».
Dopo dieci giorni andarono a Capri. A Vera Figner certi particolari dell'isola ricordarono spiacevolmente Šlissel'burg, ma la vista dalla terrazza della villa di Gorkij, dal quale furono ricevute, era eccezionale. Qui conobbero anche lo scrittore Andreev e i suoi figli, che allora vivevano con Gorkij. Da Capri passarono poi a Napoli e da qui a Roma, le cui antichità la impressionarono grandemente: « stranamente il Colosseo, l'arco di Tito, la fontana erano morti, eppure stavano ancora ritti davanti ai miei occhi ».
Da Roma Vera Figner e Aleksandra Kornilova si trasferirono nel gennaio del 1907 in Liguria e si stabilirono in un albergo di Alassio. Anche qui l'inverno era particolarmente freddo e una mattina videro « con piacere un'autentica bufera di neve russa ». Ad Alassio Vera conobbe Evno Azef, il capo dell'organizzazione militare dei Socialisti rivoluzionari, che alloggiava con la moglie nel loro stesso albergo. L'amica le annunciò l'incontro con quell'uomo « dalla faccia orrenda, ma col sorriso di un bambino ». Entrambe ancora non sapevano che quell'« uomo alto e robusto con un collo corto e largo, dalle labbra carnose e un volto tipico da ebreo », era un infiltrato dell'Ochrana.
Azef la invitò a prender parte attiva nel partito, ma la Figner rifiutò, giustificandosi con le proprie condizioni di salute. Azef le confidò che stava progettando di bombardare il palazzo imperiale di Pietroburgo con un attacco aereo. A questo scopo un ingegnere russo emigrato in Germania, Sergej Buchalo, stava allestendo con la sua collaborazione - Azef aveva studiato ingegneria elettrica a Karlsruhe - l'aereo, finanziato dal partito, in un'officina a Moosach, presso Monaco di Baviera.
Dopo un paio di settimane ricevettero la visita di Vera Savinkova, figlia dello scrittore Gleb Uspenskij e moglie di Boris Savinkov, un importante militante socialrivoluzionario. Invitò Vera e Aleksandra Kornilova nella sua villa sul mare a Beaulieu, presso Nizza. Quando, dopo un mese trascorso ad Alassio, giunse loro il formale invito di Savinkov, le due donne partirono per la Costa Azzurra.

#### In Francia

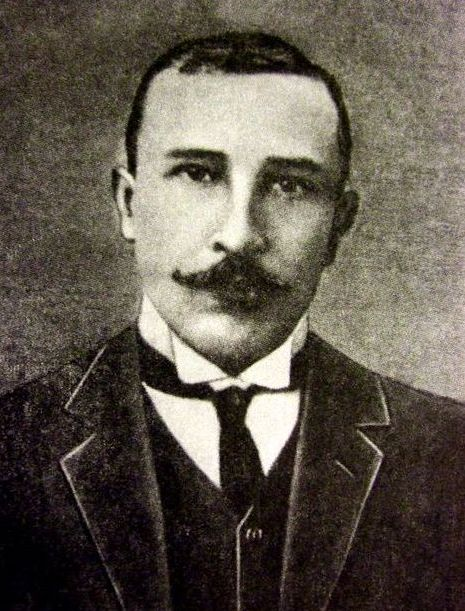
Boris Savinkov

Savinkov era molto diverso dai rivoluzionari populisti conosciuti dalla Figner. Faceva parte con Azef dell'Organizzazione di combattimento dei social-rivoluzionari, ma era anche un tipico intellettuale decadente, figlio del suo tempo, ricco e amante della bella vita, tanto che Lenin lo definì « un borghese con una bomba in tasca ». Savinkov le raccontò la formazione dei socialisti-rivoluzionari e le descrisse i suoi membri principali, esaltando l'idea di un partito guidato all'estero da poche figure di grande personalità, ispirati da una sorta di mistica del sacrificio.
Queste idee, come quella per la quale « non esiste morale ma solo la bellezza », realizzata dal libero sviluppo della persona umana, « scintilla di Dio », rompendo ogni legame che impedisca all'individuo di « essere se stesso », esprimevano il salto generazionale tra le figure dei nuovi e dei vecchi rivoluzionari, ed erano respinte da Vera Figner, che peraltro trovava affascinante Savinkov, persona colta e conversatore brillante.
Da Parigi venne a Beaulieu Grigorij Geršuni, uno dei più importanti dirigenti del partito social-rivoluzionario. Vera Figner gli confidò quanto le fosse doloroso stare lontano dal movimento rivoluzionario: « Così, vuoi diventare un membro del partito? », chiese Geršuni, e lei rispose di sì. Pur senza assumersi obblighi particolari, aveva deciso, dopo sei mesi trascorsi all'estero, di tornare in Russia insieme con Aleksandra Kornilova. Quest'ultima insistette per proseguire insieme le cure mediche in una clinica svizzera. Vera Figner volle prima prendersi due settimane di vacanza per visitare Parigi, poi raggiunse l'amica nella clinica di Marbach, sul lago di Costanza. Dopo un mese di cure le sembrò di stare bene, e insieme partirono per la Finlandia.

#### In Finlandia

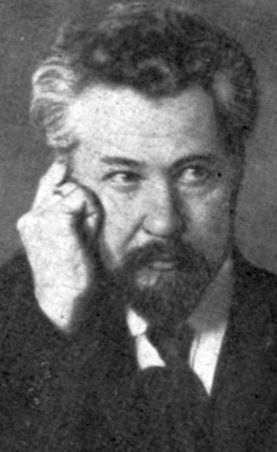
Viktor Černov

Durante il viaggio si fermarono a visitare Copenaghen e Stoccolma, e da qui nell'estate del 1907 raggiunsero Helsingfors. Aleksandra Kornilova proseguì per Mosca, mentre Vera Figner si stabilì a Terijoki, presso la sorella Ol'ga, che qui trascorreva l'estate, e quando in autunno la sorella tornò a Pietroburgo, Vera si trasferì a Vyborg, ospite di Viktor Černov e di sua moglie Ol'ga Kolbasina.
Finita la guerra contro il Giappone e ottenuti ingenti aiuti finanziari dalla Francia, Nicola II e il suo governo avevano dato inizio alla reazione. Fu sciolta la seconda Duma, arrestati e processati i deputati socialdemocratici, radicalmente cambiata la legge elettorale, vietate le manifestazioni e gli scioperi, represse nel sangue le rivolte contadine, sequestrata la stampa d'opposizione.
L'autonomia della Finlandia dall'Impero russo, consolidata con la Rivoluzione del 1905, offriva garanzie ai rivoluzionari russi, che vi risiedevano numerosi: in particolare, a Vyborg era la sede del Comitato centrale del Partito socialista-rivoluzionario, composto da Mark Natanson, Victor Černov, Nikolaj Avksent'ev, Nikolaj Rakitnikov, Grigorij Geršuni ed Evno Azef. Vera Figner, che non volle assumere alcun incarico all'interno del partito, fu invitata a partecipare ad alcune riunioni del Comitato.
Nel novembre del 1907 si recò per incarico del partito a Voronež: rientrava così in Russia, e proprio nella città nella quale, quasi trent'anni prima, era stata tra i fondatori di Narodnaja Volja. Sulla via del ritorno si fermò a Mosca per visitare Vera Lebedeva, cognata di quella Tat'jana Ivanovna che era stata un membro del Comitato esecutivo di Narodnaja Volja ed era deceduta in un carcere siberiano. Poi, a Pietroburgo, rivide Morozov e il suo vecchio professore di gioventù Pëtr Lesgaft.

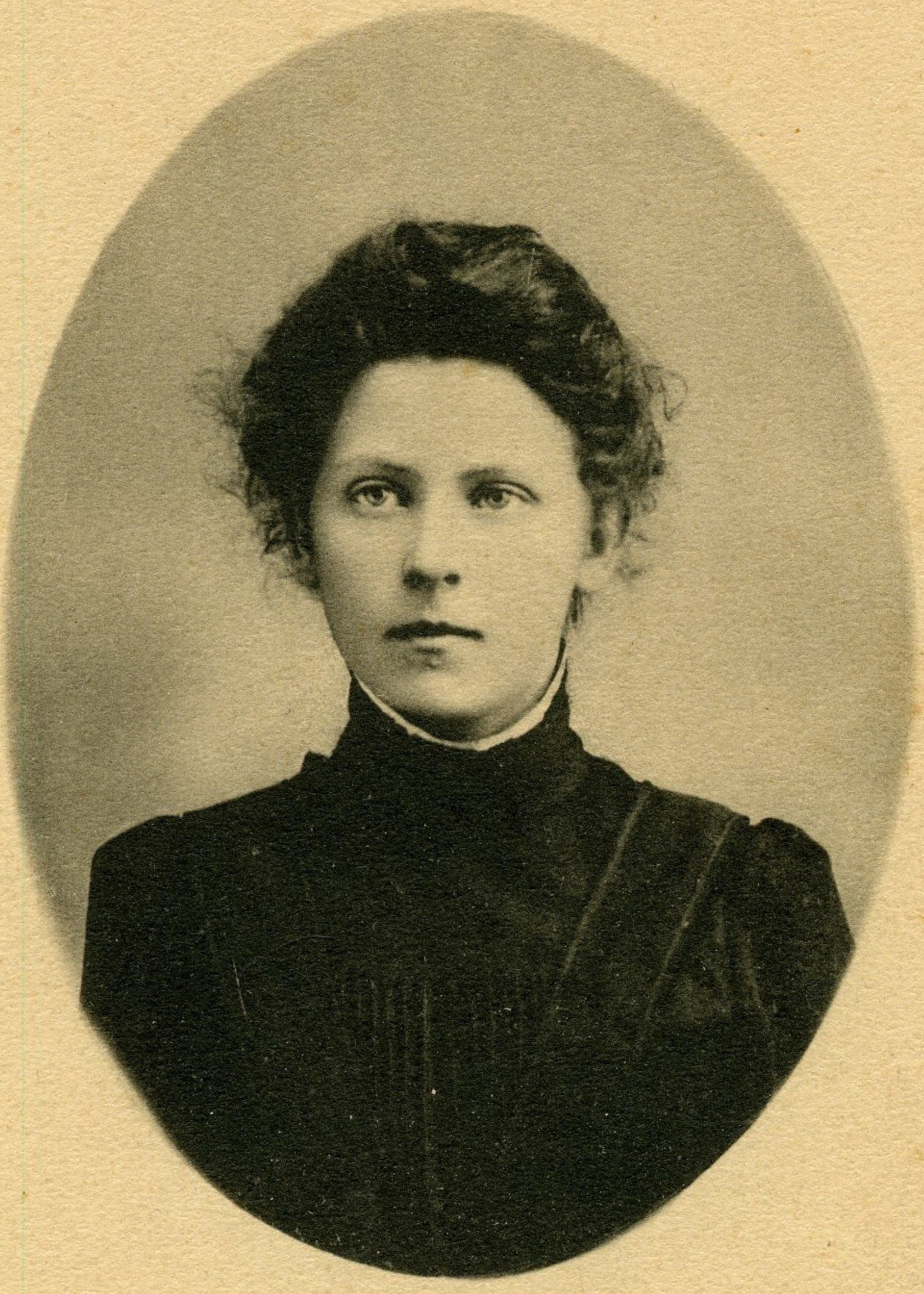
Marija Spiridonova

La sorella Lidija la informò della creazione del Comitato Šlissel'burg, di cui Vera Figner volle far parte. Il comitato era nato da un'idea di Pëtr Jakubovič per l'assistenza dei ex-detenuti del carcere che si trovavano in una situazione d'indigenza. Del comitato, presieduto dal marito di Lidija Figner, Michail Sažin, faceva parte, tra gli altri, la scrittrice Elizaveta Vodovozova ed era sostenuto dalla rivista « Russkoe bogatstvo ».
Tornata a Vyborg, cominciò a occuparsi della storia del movimento rivoluzionario. Scrisse le biografie dei suoi vecchi compagni Gračevskij, Isaev, Trigoni e Pankrat'ev, curò e ordinò la documentazione raccolta dal partito sui due terroristi Fruna Frumkina e Maksim Berdjagin, impiccata l'una il 24 luglio 1907 e suicida in carcere due giorni dopo il secondo, e la fece stampare a sue spese. Raccolse anche denaro per finanziare il tentativo di liberazione di Marija Spiridonova, detenuta in Siberia.
Ai primi del 1908 la posizione degli oppositori del regime zarista si fece insostenibile in Finlandia. Le autorità russe sapevano che la Finlandia ospitava rivoluzionari che programmavano attacchi terroristici: su denuncia di Azef, il 5 dicembre 1907 l'Ochrana aveva arrestato a Kellomäki, presso Terijoki, Al'bert Trauberg, detto "Karl", uno dei terroristi più abili. Il 20 febbraio a Pietroburgo, ancora su delazione di Azef, ne furono arrestati sette, giunti dalla Finlandia, che avevano preparato l'uccisione del granduca Nicola e del ministro della Giustizia Ščeglovitov.
A Vyborg circolavano spie. voci di perquisizioni e di arresti imminenti o già effettuati. Il gruppo dei social-rivoluzionari si era progressivamente disperso: Natanson era andato all'estero, Avksent'ev e Rakitnikov a Helsinki, Geršuni, ormai malato terminale, era in Svizzera. Una conferenza, convocata a Vyborg per discutere delle questioni contadine, era andata deserta. Vera Figner decise di trasferirsi in Svizzera e il 22 febbraio 1908 s'imbarcò con Vera Goc per Stoccolma.

#### In Europa

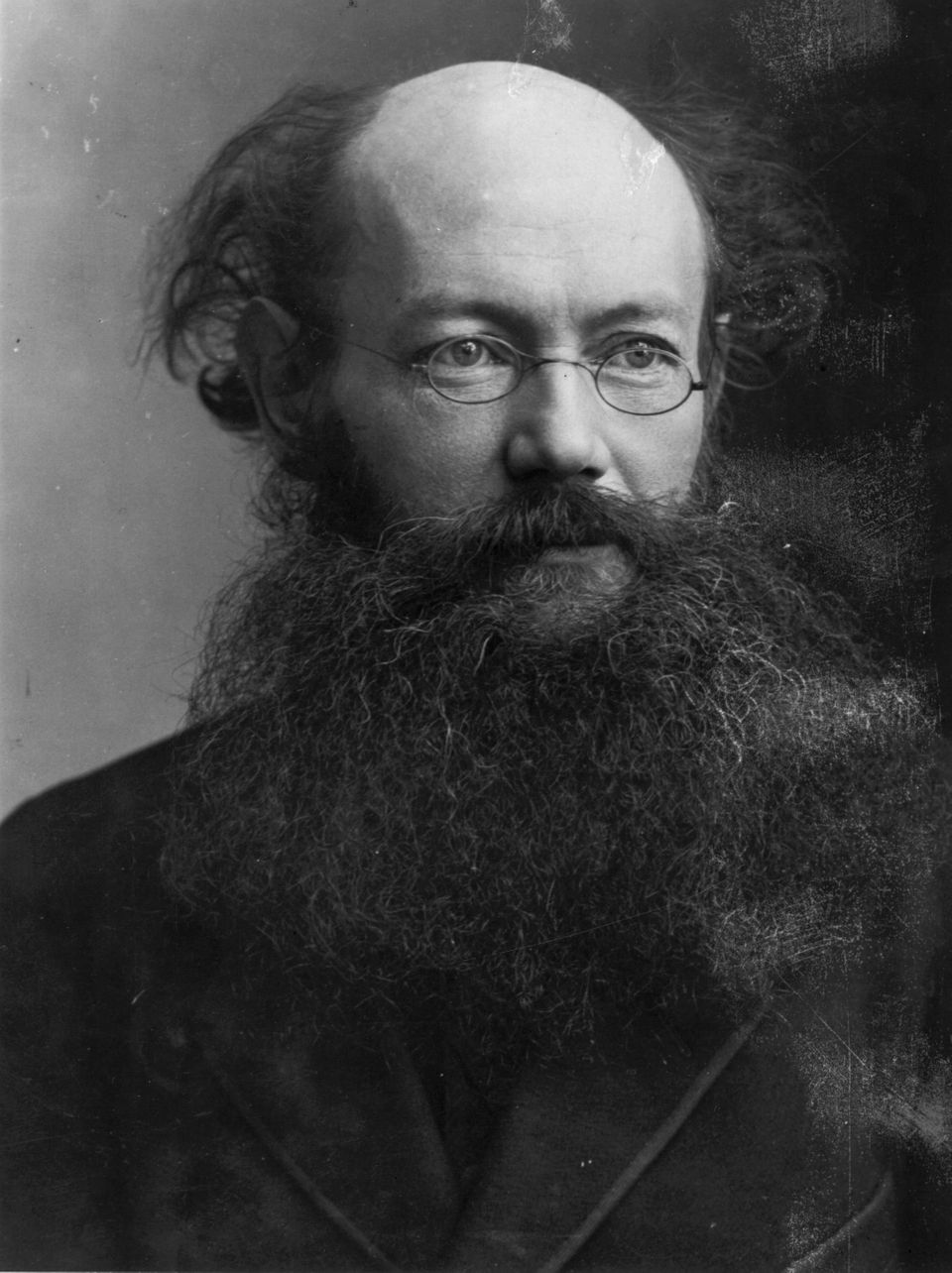
Pëtr Kropotkin

Si trovavano a Heidelberg quando seppero della morte di Geršuni e Vera Figner proseguì per Parigi dove si sarebbe tenuto il suo funerale. L'11 aprile fu presente al cimitero di Montparnasse, dove Geršuni fu inumato accanto a Pëtr Lavrov, e poi, in una riunione di amici, tenne un discorso commemorativo. Andò poi a Londra, per due settimane ospite dello scrittore russo Isaak Šklovskij, da tempo residente nella capitale britannica. Con lui visitò la città e assistette anche a una seduta della Camera dei Comuni, dove giorni prima vi era stata una manifestazione delle suffragette, guardate con indignazione dallo scrittore, di idee democratiche ma contrario al diritto di voto femminile. A Londra incontrò il famoso anarchico Kropotkin. Piacevole conversatore, era molto ammirato dalla Figner, che da allora rimase in corrispondenza con lui. Soltanto, la colpì il suo patriottismo, curioso in un anarchico. A suo dire, le sconfitte della Russia nella guerra di Crimea o in quella contro il Giappone, costituivano un'umiliazione nazionale intollerabile.
Vera Figner ritornò dalla Svizzera a Londra nel luglio successivo per partecipare al Congresso del partito social-rivoluzionario. Tra i 74 partecipanti, vi erano anche due infiltrati della polizia, Azef e una donna, Zinaida Žučenko. Dopo quattro giorni di dibattito e due giorni di riunioni del gruppo ristretto dei dirigenti, si riunì il Comitato centrale del partito, composto da Natanson, Černov, Rakitnikov, Avksent'ev, Argunov, Fejt e Azef, e presente anche Vera Figner. Azef, a causa delle persistenti voci del suo tradimento, chiese di valutare l'opportunità di essere sollevato da ogni incarico di partito. Tutti si opposero, compresa Vera. Azef le si avvicinò e la baciò sulla fronte: « da un fondo oscuro » - scrive - « come fosse scritto a grandi lettere nella mente, come se avessi guardato profondamente in me stessa, mi apparve la frase: egli la baciò del freddo, umido bacio del provocatore ».

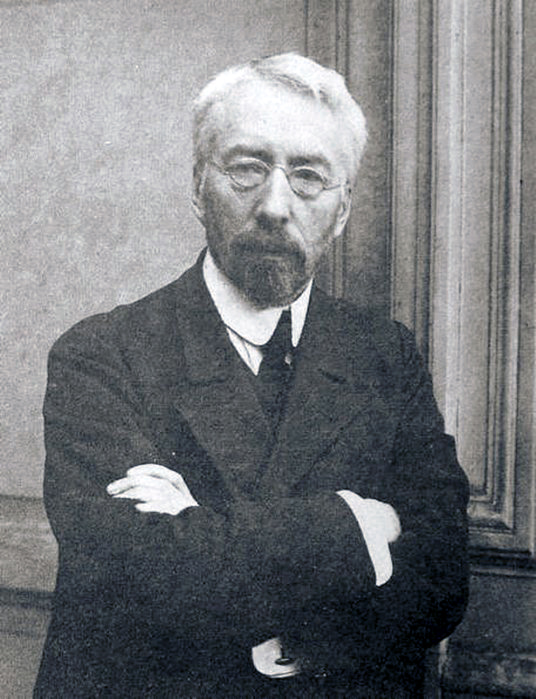
Vladimir Burcev

Ritornata in Svizzera, si stabilì in un albergo presso Vevey, dove vivevano l'anarchico svizzero Fritz Brupbacher e la moglie russa, social-rivoluzionaria e femminista, Lidija Kočetkova. Qui scrisse per il « Primo calendario della donna » un articolo sul movimento femminista inglese. A settembre si trasferì con la nipote Vera Stachevič, figlia di Lidija Figner, in un alloggio di Parigi, dove la giovane era giunta dalla Russia per studiare medicina.
In ottobre il Partito le chiese di far parte con Kropotkin e Lopatin della giuria che doveva giudicare le accuse di Burcev contro Azef. Le riunioni si svolsero a diverse riprese in un appartamento di Parigi. Nell'ultima seduta del 5 gennaio 1909 l'incapacità di Azef di far fronte a tutte le prove presentate contro di lui scossero finalmente l'incredulità dei dirigenti social-rivoluzionari ma soltanto la sua fuga da Parigi, avvenuta all'alba del giorno dopo, li convinse della sua colpevolezza. A conclusione di questa vicenda, Vera Figner andò via da Parigi: « sentivo di dover cambiare il contenuto della mia vita e d'essere libera da ogni specie d'influenza e di responsabilità collettiva ». Restavano ancora sospetti sull'onestà politica di altri membri del partito e così andò da Natanson annunciandogli le sue dimissioni. Partita per la Svizzera, si stabilì in una pensione di Zurigo.
Su suo suggerimento, la rivista « Russkoe Bogatstvo » aveva inviato agli esiliati in Siberia dei questionari nei quali essi riferissero sulla loro condizione. Ci furono più di 2.500 risposte e il materiale fu trasmesso a Vera Figner. Ne fece un articolo, nel quale classificava le figure degli esiliati, per lo più contadini, operai e soldati, diversamente a quanto avveniva ai tempi di Zemlja i Volja e di Narodnaja Volja, i cui militanti erano soprattutto studenti, intellettuali e anche nobili. Il numero totale dei deportati era calcolato intorno alle 100.000 unità, pressoché tutti vivevano in una condizione d'inattività e di depressione, e per essi lo Stato spendeva annualmente un milione e trecentomila rubli.

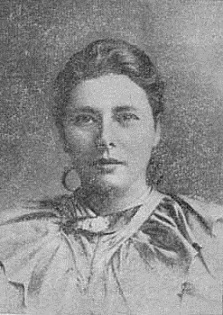
Sof'ja Kropotkina

Nell'estate del 1909 andò a Londra per proseguire l'opera di propaganda in favore dei detenuti politici russi. Il 6 luglio tenne un discorso al circolo Herzen, parlando della prigione di Šlissel'burg. Furono raccolti fondi che la Figner destinò ai detenuti della prigione siberiana di Gornyj Zerentuj. In quell'occasione conobbe la moglie di Kropotkin, Sof'ja Anan'eva Rabinovič, fondatrice di un comitato di assistenza agli esiliati, e miss Emily Hobhouse, sorella di un membro della Camera dei Comuni, e allora molto nota per aver denunciato le brutalità commesse dagli inglesi sui prigionieri boeri in Sudafrica. In agosto era prevista la visita in Inghilterra dello zar Nicola II e l'opinione pubblica progressista si mobilitò. Si organizzarono numerose manifestazioni di protesta e Vera Figner partecipò a un grande raduno tenuto il 6 agosto a Trafalgar Square.
Vera Figner tenne molte altre conferenze, sia pubbliche che private. In una di esse era presente il ministro Milner, che le chiese, tra l'altro, se la sua partecipazione agli atti di terrorismo fosse stata diretta o solo morale. Rispose, con un certo imbarazzo, «morale», nel senso che non partecipò alla loro esecuzione. In un'assemblea alla Fabian Society conobbe Bernard Shaw. Andò anche a Letchworth, dove si fermò per un intero mese, e a Petersfield, una cui moderna «scuola modello» la stupì per l'uso delle punizioni corporali.
Il suo tour nell'isola aveva fruttato alcune migliaia di rubli. Vera Figner avrebbe voluto tenere un giro di conferenze insieme a rappresentanti del movimento femminista britannico, ma i suoi amici russi - da Šklovskij alla Kropotkina e a Feliks Volchovskij - ostili alle idee femministe, la dissuasero. Così, nel dicembre del 1909, decise di ritornare a Parigi, dove fondò con altri emigrati un comitato di assistenza ai detenuti delle prigioni russe. Poi si stabilì a Clarens, in Svizzera, ma riprese presto i suoi viaggi.

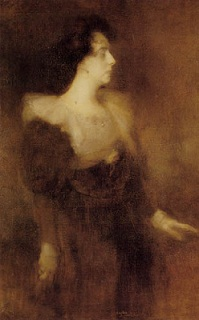
Eugène Carrière, Pauline Ménard-Dorian

Nel marzo 1910 fu invitata a Liegi dalla comunità degli studenti russi. Con l'appoggio del quotidiano «L'Express» fu organizzata una conferenza nella quale Vera tenne una lunga relazione in lingua francese su Narodnaja Volja, l'autocrazia, la Rivoluzione del 1905 e la sua repressione, e naturalmente sulle carceri. Fu poi inaugurato un comitato di soccorso ai detenuti. A Liegi conobbe madame de Laveleye, figlia di Émile de Laveleye, l'autore della Proprieté et ses formes primitives, un libro molto noto ai radicali russi, e visitò il complesso minerario e siderurgico Cockerill a Seraing.
A Liegi scrisse in francese un piccolo libro, Les Prisons russes, che fu pubblicato nel 1911, e tradotto in molte lingue, nel 1912 anche in italiano. Nel suo giro per le città del Belgio, Vera Figner promosse l'istituzione di altri comitati di soccorso a Bruxelles e ad Anversa. Nel 1913 entrò in corrispondenza con la scrittrice olandese Henriette Holst, che creò un analogo comitato a Rotterdam.
Su iniziativa della scrittrice e presidente della Ligue des Droits de l'Homme Pauline Ménard-Dorian, nel 1911 fu inviato alla Russia un appello a favore dei prigionieri politici sottoscritto da 221 personalità di tutta Europa: tra i firmatari, Anatole France, Francis de Pressensé, Jean Jaurès, Aristide Briand, Frank Wedekind, Gerhart Hauptmann, Werner Sombart, Tomáš Masaryk, Ernst Mach, Herbert Wells, Conan Doyle; tra gli italiani, firmarono l'appello Achille Loria e Napoleone Colajanni. Un'altra petizione fu inviata il 24 gennaio 1913 alla zarina Aleksandra.
Il governo russo reagì impedendo il trasferimento ai detenuti degli aiuti provenienti dall'estero. Dopo quattro anni di energie dedicate esclusivamente a questa missione, nella seconda metà del 1913 Vera Figner lasciò l'incarico di segretaria del comitato di Parigi e cominciò a scrivere le sue memorie. Un anno dopo iniziò la guerra.
Il movimento socialista si divise. Tra i russi vi fu chi appoggiò il proprio paese, chi rimase neutrale o vide - e la Figner fu tra questi - nella vittoria dell'Intesa il male minore, chi bollò la guerra in corso quale guerra imperialista, invocando la sua trasformazione in guerra civile contro i governi nazionali. Tra questi ultimi vi fu Lenin, di cui Vera Figner ascoltò a Montreux una relazione, giudicando irrealistica la sua tesi.

### Il ritorno in Russia

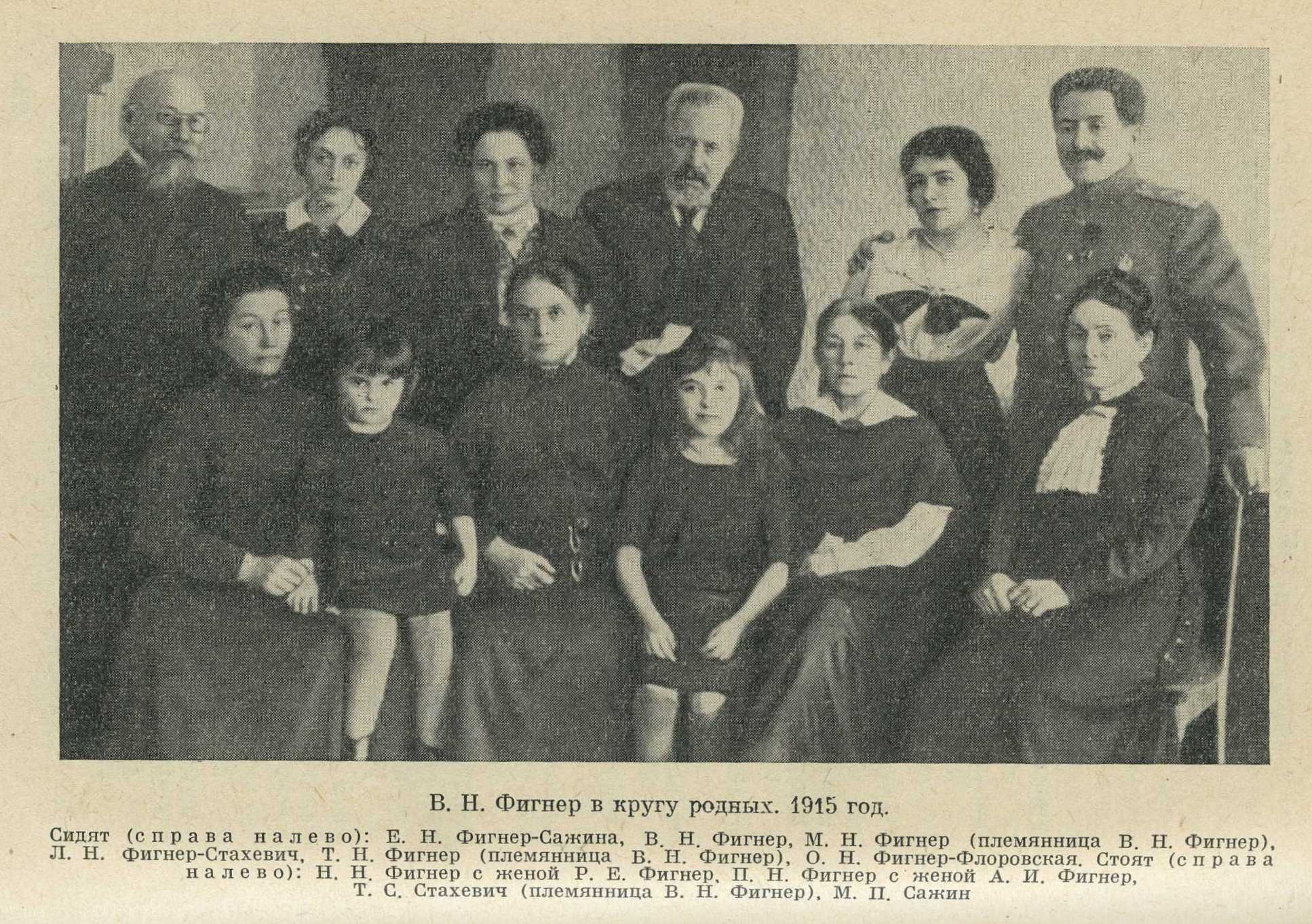
I Figner riuniti nel 1915: sedute, da sinistra, Ol'ga, Lidija, Vera ed Evgenija con due nipoti. In piedi, Michail Sažin (marito di Evgenija), Tat'jana Stachevič (figlia di Lidija), Pëtr Figner e consorte, e Nikolaj Figner con la terza moglie

La guerra rendeva problematiche agli emigrati le rimesse del denaro dai famigliari rimasti in patria, e Vera Figner decise di ritornare in Russia. Nel febbraio del 1915 lasciò la Svizzera con un'amica, la signora Obulečeva. Attraversò l'Italia e a Brindisi s'imbarcò per la Grecia, da cui, per la Serbia e la Romania, raggiunse il posto di confine di Ungheni, dove fu arrestata.
Tre giorni dopo fu trasferita nel carcere femminile di Pietroburgo e interrogata dagli ispettori dell'Ochrana. Le chiesero del suo ruolo nell'affare Azef e nella costituzione dei comitati pro-detenuti, che a loro dire dimostravano la sua appartenenza al Partito social-rivoluzionario. Dopo dieci giorni le fu assegnata la residenza sotto sorveglianza a Nižnij Novgorod, con il divieto di recarsi nelle città universitarie. Successivamente poté trasferirsi a Nikiforovo, nel nuovo edificio costruito per le sorelle Lidija e Ol'ga dal fratello Pëtr nel luogo in cui la vecchia casa era bruciata nel 1906.
Sua fu l'iniziativa di coltivare menta piperita per ricavarne l'essenza, un prodotto che prima della guerra veniva importato dalla Germania. Allo scopo, organizzò un sistema d'irrigazione e coinvolse il villaggio nella raccolta ed essiccazione delle piante, mentre la distillazione venne fatta in una fabbrica artigianale di Krasnaja Gorka e nel laboratorio dell'Istituto tecnico-commerciale di Nižnij Novgorod. In questa città partecipò con la sorella Lidija all'organizzazione di corsi popolari e mostre di scienza naturale, e fondò e finanziò il settimanale « Mysl' » (Pensiero), che fu soppresso d'autorità dopo tre numeri.
Il 13 aprile 1916 morì a Mosca il fratello Pëtr, e Vera Figner ottenne il permesso di recarvisi con Lidija. Insieme accompagnarono il feretro a Nikiforovo. A Mosca tornò, questa volta illegalmente, ospite nella villa della vecchia amica Vera Lebedeva. Qui, « in un giorno memorabile », si trovarono una decina di scrittori - Vikentij Veresaev, Valerij Brjusov, Aleksej Tolstoj, Aleksandr Serafimovič, Sergej Mel'gunov, Ivan Bunin, Ivan Popov e altri - ai quali lesse alcuni capitoli delle sue memorie, con la soddisfazione di suscitare le loro lodi.
Da Mosca si stabilì a Char'kov, dove incontrò alcuni vecchi militanti di Narodnaja Volja. Per una felice circostanza, durante la sua permanenza venne in città Nikolaj Morozov a tenere due conferenze sull'aeronautica presso la Biblioteca civica. Vera Figner andò ad assistervi e fu riconosciuta e applaudita dal pubblico, formato in gran parte da giovani. La calorosa accoglienza si ripeté anche il giorno dopo. Era ancora a Char'kov quando a dicembre fu raggiunta da un telegramma da Pietrogrado del fratello Nikolaj che le annunciava che le era stato accordato il permesso di risiedere nella capitale.

### La rivoluzione e gli ultimi anni
Tre mesi dopo assistette a Pietrogrado alla rivoluzione che condusse, in pochi giorni e quasi senza incontrare resistenza, alla caduta dello zarismo. Il 21 marzo il governo provvisorio emise il decreto di amnistia per tutti i condannati per reati politici dal regime zarista e fu costituita « Società degli ex-detenuti ed esuli politici », a cui capo fu posta Vera Figner. Lo Stato finanziò il comitato con mezzo milione di rubli; altri fondi, fino a due milioni, furono raccolti da lei stessa con un'assidua attività che la portò a tenere sessanta conferenze in otto mesi per il soccorso di più di quattromila persone.
Il Comitato esecutivo centrale del Soviet di Pietrogrado la nominò in autunno membro del cosiddetto Pre-parlamento, un organismo insediato a Palazzo Mariinskij privo di potere e voluto dalle forze che appoggiavano il governo provvisorio. Definito dalla stessa Figner « una fabbrica di chiacchiere degna di essere eliminata », fu sciolto con la Rivoluzione d'ottobre, ma lei si sentì « profondamente umiliata » dall'atto di forza che pose termine tanto al Pre-parlamento quanto all'Assemblea Costituente.

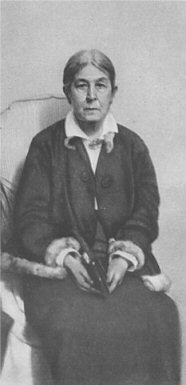
Vera Figner nel 1930

Fu contraria alla rivoluzione bolscevica ma non vi si oppose apertamente, sentendosi « impreparata » a combattere altri « partiti socialisti fratelli ». Riteneva, come del resto i menscevichi e gran parte dei socialisti-rivoluzionari, che prima del passaggio al socialismo « un periodo di libertà parlamentare fosse necessario per l'educazione politica e civica delle masse popolari ».
Nel maggio del 1919 Vera, Ol'ga e Lidija Figner si stabilirono a Sevsk, nella provincia di Orël, dove lavorava la figlia di Lidija, Vera Stachevič, un medico. Fu un periodo funestato dalla carestia, dai lutti e dalla guerra civile. Già l'anno prima era morto Nikolaj Figner, poi morirono di tifo Ol'ga e Vera Stachevič; infine Lidija, che non si era più ripresa dalla scomparsa della figlia, morì d'infarto il 9 marzo 1920. Vera fu allora ospite prima di un'amica di Mosca e poi, nell'estate del 1920, della sorella Evgenija, che con il marito era venuta a stabilirsi nella nuova capitale russa.
Nel 1921, alla morte di Pëtr Kropotkin, fu eletta presidente della società fondata per perpetuare la memoria del grande rivoluzionario anarchico, la cui casa natale fu trasformata in museo. Nel 1921 fu anche pubblicato il primo volume delle sue memorie, Opera conclusa, cui seguì nel 1922 il secondo volume e nel 1924 il terzo. Tra i migliori esempi di memorialistica russa, furono tradotte in tedesco, inglese, spagnolo, francese, olandese, norvegese e svedese; la traduzione in francese, del 1930, è opera del famoso rivoluzionario Victor Serge. Non esiste invece una traduzione italiana. Nel 1932 furono pubblicate le sue opere complete in sette volumi, comprendenti, oltre alle memorie, articoli, poesie e l'epistolario.

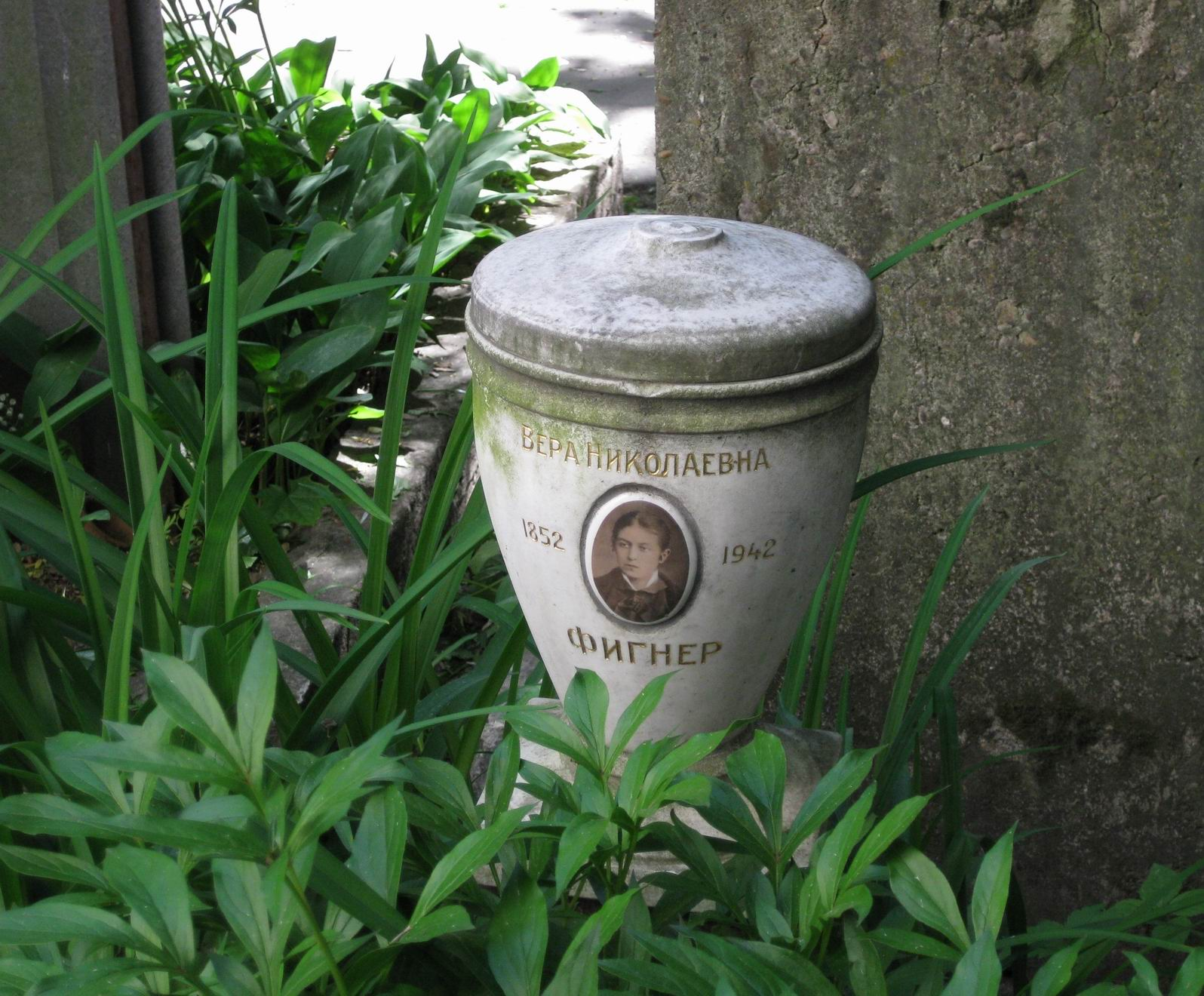
Le ceneri di Vera Figner nel cimitero di Novodevičij

Scrisse anche articoli per la rivista « Lavoro forzato ed esilio ». Si spostò spesso in provincia: nel distretto di Kazan' promosse la nascita di una fattoria collettiva, a Tetjuši il museo delle tradizioni locali. Visitò scuole, orfanotrofi e biblioteche, sostenendo materialmente iniziative culturali e narrando in conferenze pubbliche, nelle scuole e nelle fabbriche, della storia politica di cui fu protagonista e ricordando figure del movimento rivoluzionario. Nel 1926 a lei e ad altri sopravvissuti della Narodnaja Volja - Anna Jakimova, Michail Frolenko, Anna Pribylëva-Korba e Fanni Morejnič-Muratova - fu concessa una pensione.
Negli anni dello stalinismo protestò contro le persecuzioni politiche, indirizzando lettere allo stesso Stalin, al presidente del Soviet supremo Kalinin, all'ultimo presidente della Società degli ex-detenuti ed esuli politici Emel'jan Jaroslavskij. Le rimaneva la speranza nel trionfo della giustizia, come scrisse nel 1933 alla vedova di Sergej Kravčinskij, invitandola a trasferirsi dall'Inghilterra nella « nuova Russia ».
Morì novantenne a Mosca nel 1942. Le sue ceneri sono conservate nel cimitero di Novodevičij.

## Memoria
- Nel documentario Padenie dinastii Romanovych (La caduta della dinastia dei Romanov), realizzato nel 1927 dalla regista Esfir' Šub nel 1927 è possibile vedere Vera Figner ripresa a Pietrogrado nel marzo del 1917, dopo la caduta dello zarismo.
- Hans Magnus Enzensberger le dedicò un saggio nel suo Politica e crimine: nove saggi.[183]
- A Vera Figner è dedicato l'asteroide 1099 Figneria, scoperto nel 1928 dall'astronomo sovietico Grigorij Neujmin.
- Le sono intitolate strade a San Pietroburgo (una traversa della Prospettiva Šlissel'burg), a Perm', Voronež, Char'kov e Odessa

## Scritti
- Polnoe sobranie soĉinenij [Opere complete], 7 voll., Mosca, Izdatel'stvo Vsesojuznogo Obščestva Politkatoržan i Ssyl'no-Poselencev, 1932
  - Vol. I: Zapečatlennyj trud, č. I [Opera conclusa, t. I]
  - Vol. II: Zapečatlennyj trud, č. II [Opera conclusa, t. II]
  - Vol. III: Posle Šlissel'burg [Dopo Šlissel'burg]
  - Vol IV: Šlissel'burgskie uzniki, č. I [I detenuti di Šlissel'burg, t. I]. Stižotvorenija, č. II [Poesie, t. II]
  - Vol. V: Očerki, stat'i, reči [Saggi, articoli, discorsi]
  - Vol. VI: Pis'ma [Lettere]
  - Vol. VII: Pis'ma [Lettere]